# São Paulo Futebol Clube
El São Paulo Futebol Clube es un club polideportivo brasileño ubicado en el distrito de Morumbi en la ciudad São Paulo, capital del estado homónimo. Fue fundado el 25 de enero de 1930 y juega en el Campeonato Brasileño de Serie A.
En el fútbol, es uno de los clubes más laureados de Brasil, con dos Copas Intercontinentales, una Copa Mundial de Clubes de la FIFA, tres Copas Libertadores, dos Recopas Sudamericanas, una Copa Sudamericana, una Copa Conmebol (torneo precursor de la actual Copa Sudamericana), seis Campeonato Brasileños, veintidós Campeonatos Paulistas, una Copa de Brasil y una Supercopa de Brasil. En cuanto a títulos internacionales, São Paulo, con 12 conquistas, es el club brasileño y tercer club de Sudamérica con mayor número de trofeos, solo por detrás de Boca Juniors, Independiente e igualado con River Plate. Con respecto a la suma de títulos oficiales de ámbito nacional e internacional de clubes brasileños, en enero de 2024, São Paulo figuraba como el tercero mayor campeón de Brasil, con veinte victorias.
El 7 de diciembre de 2008 logró el Campeonato Brasileño de Serie A y se convirtió en el primer tricampeón consecutivo y primer hexacampeón de este torneo. São Paulo es uno de los dos clubes del país que nunca fue relegado a la segunda división, siendo el otro Flamengo (aunque decidió junto a Santos y Corinthians no participar en la edición de 1979 por el excesivo número de equipos).
El uniforme local tradicional del equipo es una camiseta blanca con dos franjas horizontales (una roja y otra negra), pantalón blanco y medias blancas. Su estadio es el estadio de fútbol Morumbi de São Paulo, con capacidad para 72.039 asientos donde juega desde 1960. El estadio fue sede de las finales de la Copa Libertadores de 1992, 1993, 1994, 2000, 2003, 2005 y 2006.
La asociación también tiene tradición en deportes distintos al fútbol, como el atletismo, en el que su atleta en la modalidad de triple salto, Adhemar Ferreira da Silva, fue el primer bicampeón olímpico del país (Juegos Olímpicos de Helsinki en 1952 -en los que superó el campeonato mundial récord en el deporte - y los Juegos Olímpicos de Melbourne en 1956 ). Después de Helsinki, Adhemar rompió el récord mundial en el deporte por segunda vez, en los Juegos Panamericanos de México en 1955. Estos récords están representados por las dos estrellas doradas en el escudo del club.
Según una encuesta realizada por el instituto IBOPE, el club posee la tercera mayor hinchada del país, detrás solamente de Flamengo y Corinthians. En el estado y en la ciudad de São Paulo, el club cuenta con la segunda mayor hinchada.
Según estudios de Brand Finance, São Paulo fue el club brasileño con mayor valor de mercado en 2015, con US$ 95 millones (alrededor de R$ 296 millones), ubicándose en el puesto 43 entre los 50 mejores del mundo. La empresa BDO Brasil señaló en 2018 que la marca del club fue la cuarta con mayor valor en Brasil, superando R$ 1,1 mil millones, y detrás de Palmeiras (R$ 1,5 mil millones), Corinthians (R $ 1,5 mil millones, 1,7 mil millones) y Flamengo (con R$ 1,9 mil millones).

## Historia

### Orígenes

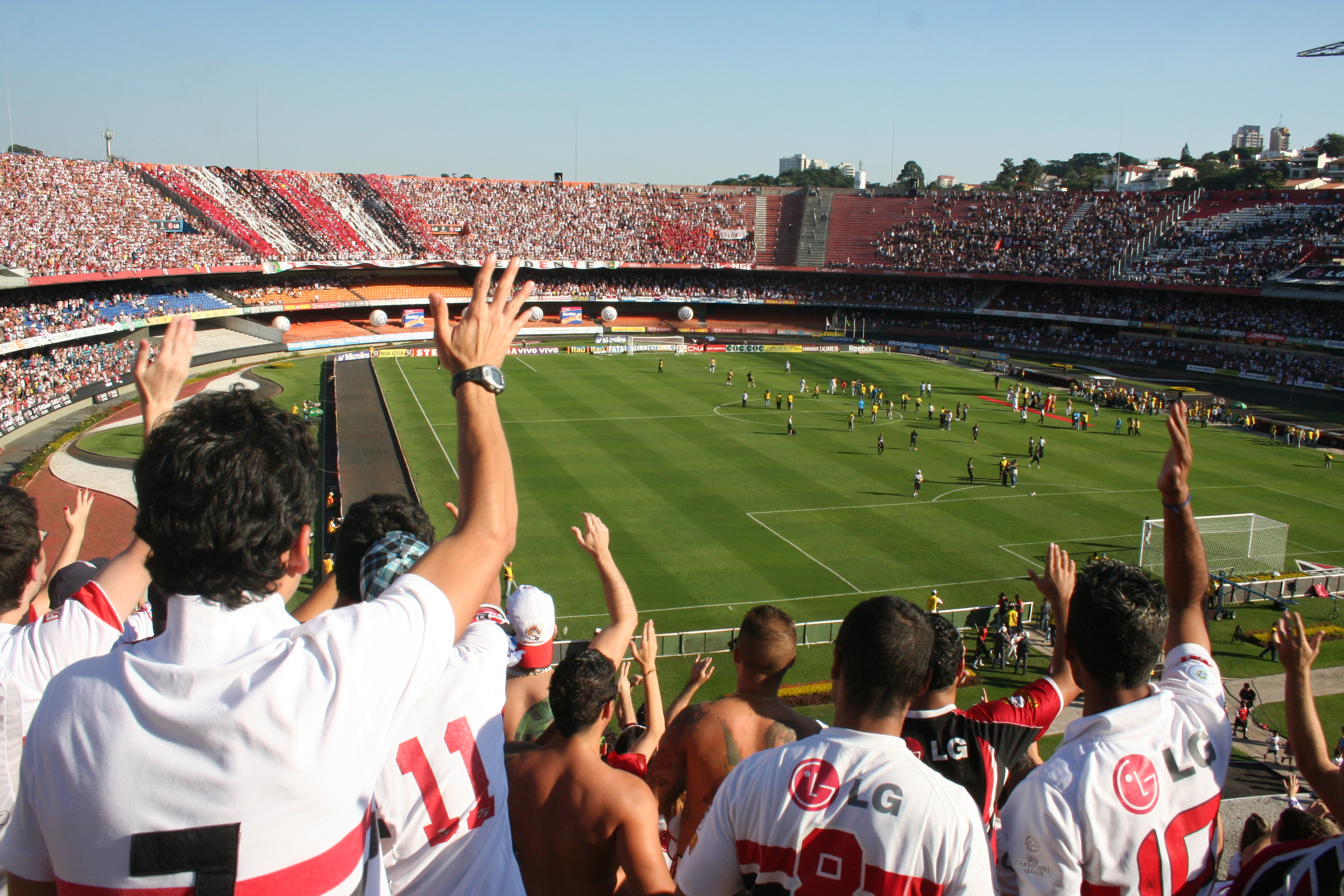
Hinchada del São Paulo Futebol Clube.

Los orígenes del Sao Paulo FC se remontan a principios del siglo XX con la fundación en 1900 del Club Athlético Paulistano. En 1902 se proclamó subcampeón del primer Campeonato Paulista. El CA Paulistao fue uno de los clubes más exitosos de la época amateur del fútbol paulista logrando 11 torneos paulistas siendo cuatro de forma consecutiva (1916-1919). Con la llegada del profesionalismo el club CA Paulistano sintió rechazo ante la nueva situación y en 1926 fue uno de los fundadores de la LAF (Liga dos Amadores de Futebol) que sin embargo no tuvo mucho éxito y desapareció rápidamente.

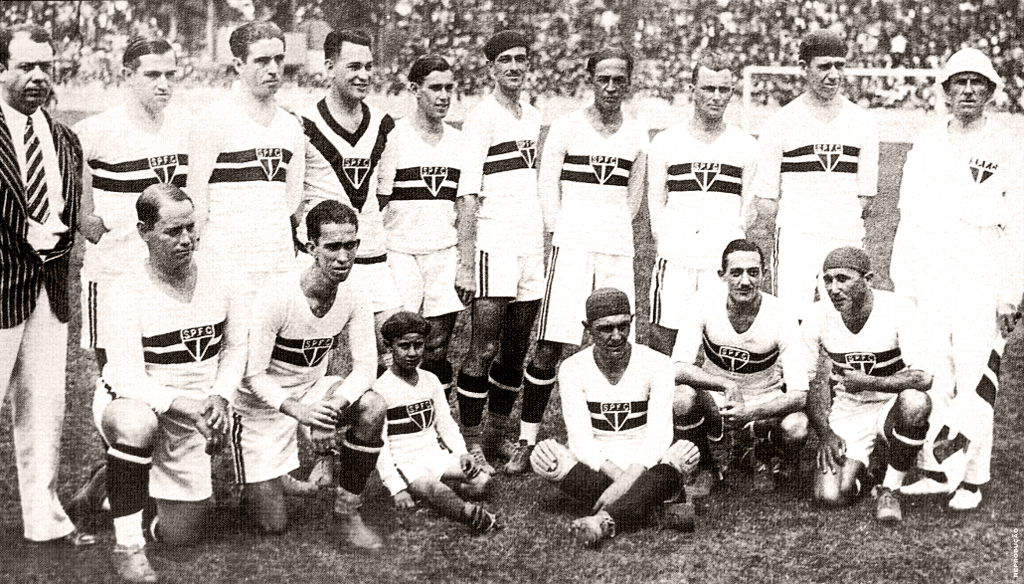
Primer equipo del São Paulo Futebol Clube en 1930. De pie, de izquierda a derecha: Ribeiro (masajista), Sérgio, Clodô, Nestor, Bock, Araken, Arthur Friedenreich, Zuanela, Rueda y Hugo (árbitro asistente). Agachados: Formiga, Serrote, Barthô, Siriri y Segatti.

El 8 de enero de 1930 el club desapareció pero jugadores del CA Paulistano y del A.A. das Palmeiras fundaron el 26 de enero de 1930 el São Paulo da Floresta disputando su primer partido contra el Clube Atlético Ypiranga.
El nuevo club comenzó bien siendo subcampeón en su primera participación en el Campeonato Paulista (1930). El torneo de 1931 fue aún mejor venciendo en la final al Sport Club Corinthians Paulista por 4-1. Este equipo es conocido por los seguidores del Sao Paulo FC como “el escuadrón de Acero” y contaba con jugadores como Armandinho, Arthur Friedenreich y Araken Patusca.
Los tres torneos siguientes terminaran con el equipo subcampeón.

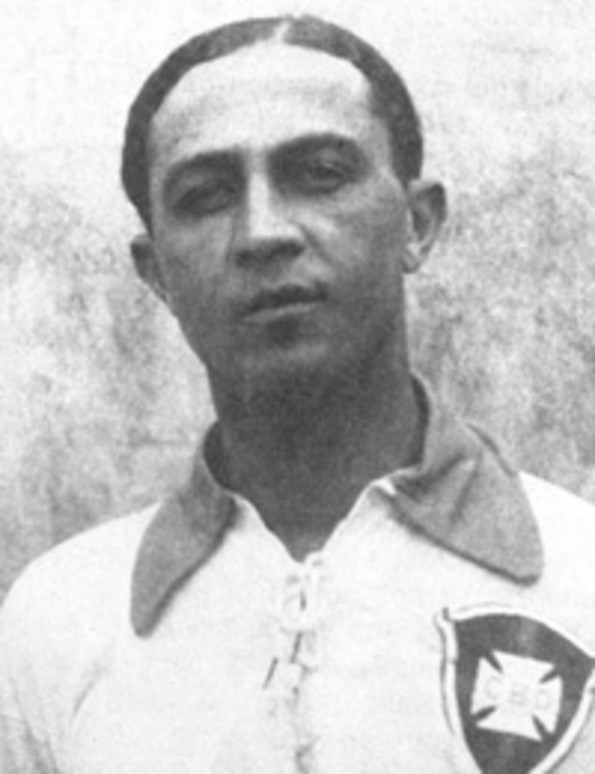
Arthur Friedenreich.

Aunque el club cosechaba éxitos deportivos la fundación por Palestra Italia de la LFP (Liga de fútbol paulista) a la que se unieron varios clubs de la ciudad provocó una crisis institucional en la entidad ya que algunos dirigentes se negaban a integrarse en esa federación.

### La refundación del club y sus primeros éxitos
El São Paulo Futebol Clube, fue fundado en la ciudad de São Paulo el 16 de diciembre de 1935, conservador de las glorias y tradiciones de São Paulo da Floresta. La entidad fue fundada como una asociación sin ánimo comercial donde se podía practicar deporte y Manoel do Carmo Mecca fue elegido como primer presidente de la entidad.

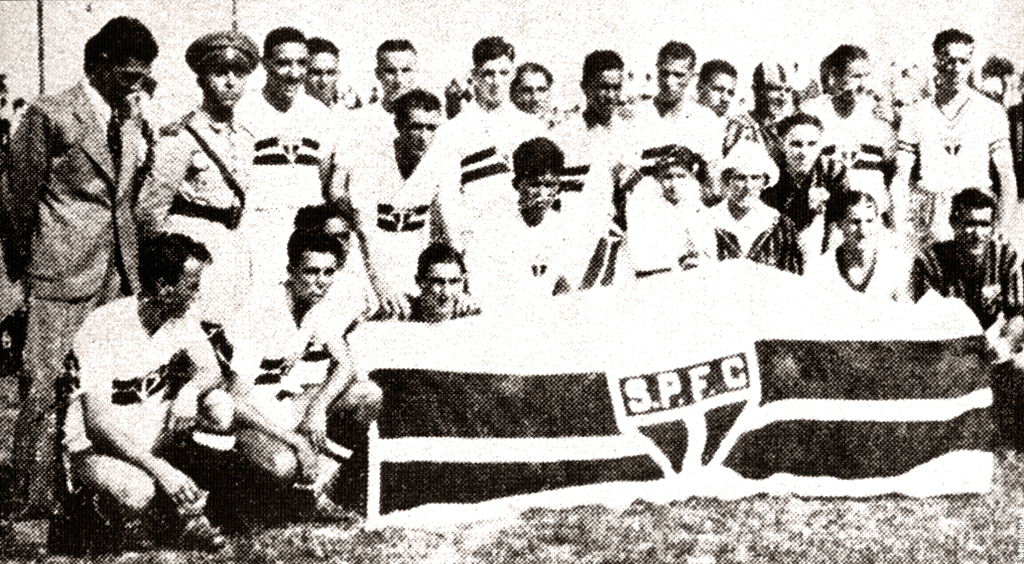
Equipo del São Paulo Futebol Clube, en 1936. No está en orden: King, Ruy, Picareta, Ferreira, José, Segoa, Antoninho, Hermenegildo Gabardo, Fogueira, Carrazo y Paulinho.

El primer partido fue contra el CA Paulista y terminó con una victoria 7-3. Dos días después el São Paulo FC volvió a jugar otro partido amistoso, esta vez contra el Palestra Italia en el Parque Antártica y volvió a conseguir la victoria por 3-2.
El 25 de enero de 1936 se celebró el primer partido oficial del Sao Paulo. Tuvo lugar en el Parque Antártica y lo enfrentó contra Associação Portuguesa de Desportos y el partido terminó con la victoria del São Paulo Futebol Clube por 3-2. Antonio Bertoletti tuvo el honor de anotar el primer gol oficial del club.
Los primeros años del São Paulo Futebol Clube fueron muy difíciles. Los Campeonatos Paulistas de 1936 y 1937 pasaron con más pena que gloria.
En 1938 Sao Paulo FC incorpora a 8 jugadores del Clube Atlético Estudantes de São Paulo que había caído en bancarrota y consigue golear al Sport Club Corinthians Paulista por 3-0. En esta misma temporada consigue también vencer al Palestra Italia por 6-0.
El 12 de septiembre de 1938 la situación del CA Estudantes de São Paulo hace inevitable que sea absorbido por el São Paulo FC.

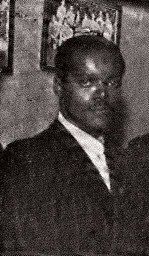
Leônidas da Silva.

A principios de 1942, el São Paulo ya era el cuarto club más grande de la ciudad con 9.983 miembros superando a clubes sociales tradicionales como Pinheiros, Paulistano y Esperia pero aún por detrás de Palestra Italia (10.057), Corinthians (15.000) y Tietê (18.050).

### Leônidas da Silva y los dorados años 1940
En 1942 el São Paulo FC firmaba a uno de los grandes delanteros de la época. Leônidas da Silva, procedente del Clube de Regatas do Flamengo. Este jugador había participado en las Copas del Mundo de 1934 y 1938 habiendo sido máximo goleador en este último mundial.
El nuevo delantero debutó contra Corinthians el 24 de mayo en un partido que terminó 3-3.
Para el campeonato paulista de 1943 se ficharon a los jugadores Zezé Procopio, Noronha, Ruy, Zarzur y Antonio Sastre. Este campeonato terminó con la victoria del São Paulo FC empatando en el partido decisivo contra Palmeiras.
Una vez conseguido el primer título São Paulo FC logró un ciclo de grandes victorias. Consiguió el campeonato Paulista en los años 1945, 1946, 1948 y 1949. El equipo comandado por Leônidas da Silva se había convertido en el mejor equipo de Brasil.

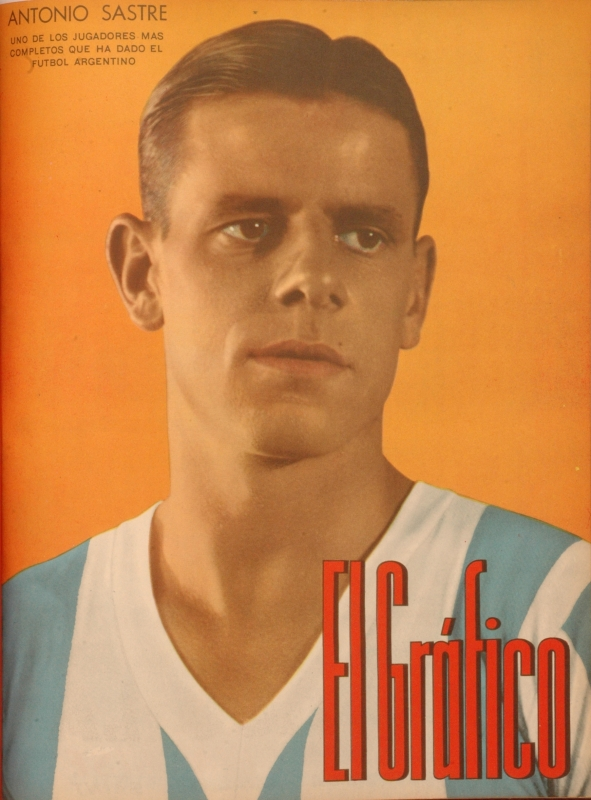
Antonio Sastre.

Entre sus victorias más recordadas se encuentra un 9-1 contra el Santos Futebol Clube en el campeonato paulista de 1944.
En 1945, con sólo una derrota, el Tricolor fue campeón dos partidos antes de que terminase el campeonato, contra la modesta Ypiranga. Ya en 1946, São Paulo FC comenzó con seis victorias consecutivas pero dos derrotas consecutivas hacen que tenga que jugarse el campeonato en un partido contra el Palmeiras. Fue un partido tenso que terminó con la victoria del São Paulo FC por 1-0.
Gijo, Piolim, Renganeschi, Ruy, Bauer, Noronha, Louie, Sastre, Leônidas da Silva, Remo, Teixeirinha y otros jugadores importantes, hicieron del São Paulo FC de los años 40 una apisonadora.

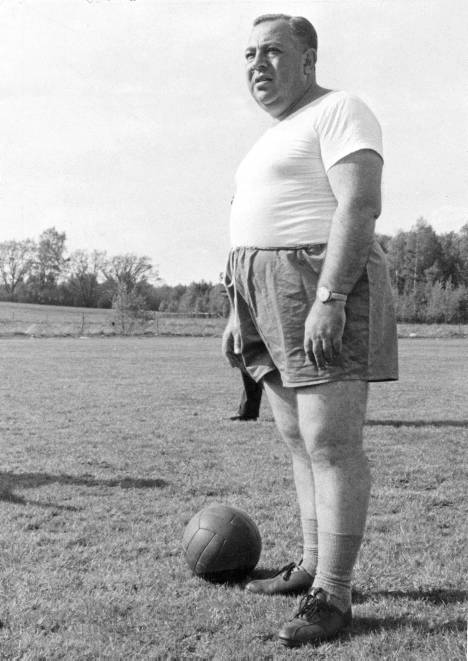
Vicente Feola entrenador de São Paulo FC en varias etapas entre las décadas de 1930 y 1960.

### Los años 1950
A principios de los años 1950 se llevó a cabo una reconstrucción de la plantilla, grandes estrellas como Leônidas da Silva y Remo dejan el equipo y se incorporan al Tricolor figuras de peso como Maurinho, Dino Sani y Pie Waltz. Da Argentina sigue siendo el máximo goleador llegó Albella y Negri. Con Poy en la portería, y la línea defensiva formada por Nílton De Sordi y Mauro Ramos.
En la temporada 1953 São Paulo FC se pasea en las primeras rondas del Paulistão. En 19 partidos, gana 17 y empata dos.
Fue entonces cuando sucede lo impensable, cayendo derrotado por 4-1 ante el pequeño Linense.
La extraña derrota, sin embargo, no afecta la moral del equipo, que siguió ganando la penúltima ronda, cuando una combinación de resultados (una victoria contra los Santos, por 3-1 y un empate entre la Associaçao Portuguesa de Desportos y el Palmeiras aseguraron el título de antemano.
En los campeonatos Paulistas de 1954 y 1955 el equipo termina en tercera posición. En el campeonato de 1956 llegó a disputar el título contra el Santos pero cayó derrotado por 4-2 terminando subcampeón.
En 1957 São Paulo FC contrató al técnico húngaro Béla Guttman, quien había formado parte del equipo técnico de la selección húngara en la Copa del Mundo 1954 quien introdujo en Brasil el esquema del 4-2-4.
Bella Guttman era un revolucionario del fútbol y además de en la táctica innovó en la forma de entrenar ideando nuevos ejercicios y calentamientos. Aun así el principio de la temporada no fue bueno y se fichó al veterano Zizinho para ayudar al equipo. Con el nuevo fichaje el São Paulo FC lograría una racha de diez partidos invictos y derrotaría al Santos en el que sobresalía un joven jugador llamado Pelé por un marcador de 6-2. En el último partido el São Paulo FC se enfrentaba al Corinthians y con una victoria se coronaria campeón. El partido terminó con la victoria Tricolor por 3-1 con goles de Amaury y Canhoteiro. Los hinchas del Corinthians no soportaron bien la derrota y comenzaron una pelea sobre el campo de juego. Este episodio es recordado la "Noite das Garrafadas".

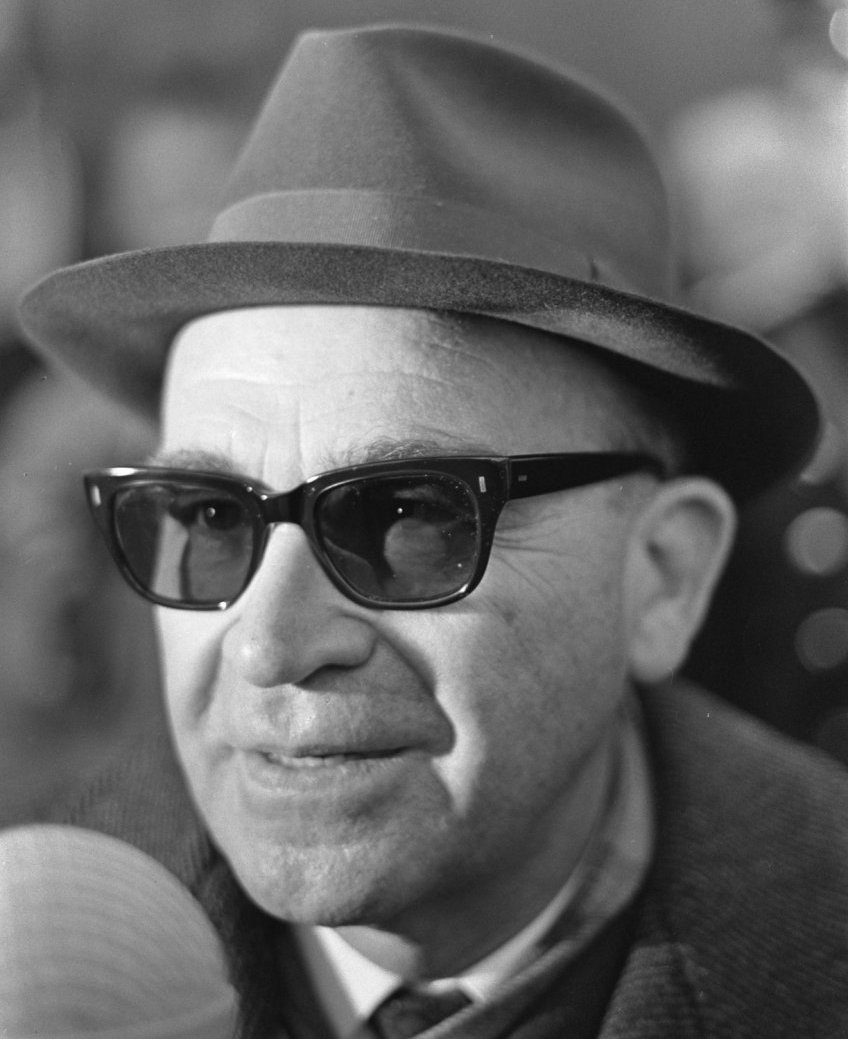
Béla Guttman.

### La resurrección de los años 1970
Tras la consecución del Campeonato Paulista en 1957, São Paulo FC no volvió a ser campeón hasta 1970. Este periodo de tiempo es conocido como “la fila” por los aficionados de São Paulo. Este periodo de sequía de títulos se considera que tuvo una razón fundamental en que el club se dedicó económicamente para construir el estadio Cicero Pompeu de Toledo.
La fecha de inauguración del estadio fue el 2 de octubre de 1960 en un partido amistoso que enfrentó al São Paulo FC con el Sporting de Lisboa. El primer gol del nuevo estadio fue anotado por Arnaldo García Poffo, Peixinho a los 12 minutos de la primera mitad.
Tras la construcción del estadio el Tricolor comenzó a invertir en grandes jugadores y de esta forma llegaron al club figuras como Gerson, Toninho Guerreiro, Pablo Forlán y Pedro Rocha.
El Campeonato Paulista de 1970 terminó con el São Paulo FC campeón tras vencer en la penúltima jornada al Guarani Futebol Clube por 2-1.
El Campeonato Paulista de 1971 fue una lucha entre São Paulo y Palmeiras por el campeonato. En la última jornada São Paulo FC llegaba con un punto de ventaja y ambos equipos se enfrentaban. A los 6 minutos de juego São Paulo FC se adelantó con un gol de Toninho Guerreiro. Unos minutos después, a los 22, Leivinha consiguió empatar el partido pero el gol fue anulado por mano. El partido terminó con la victoria del São Paulo FC por 1-0 y con este resultado logró revalidar el campeonato.
En las temporada 1971 quedó además subcampeón del Campeonato Brasileño por detrás del Atlético Mineiro lo que permitió su participación en la Copa Libertadores de 1972.
En este torneo superó una primera fase de grupos que le enfrentó a Olimpia de Asunción, Cerro Porteño y Atlético Mineiro. Pero cayó en la segunda fase de grupos en el que se encontraban Barcelona Sporting Club e Independiente de Avellaneda que a la postre sería campeón de la competición.
En 1973 el equipo se volvió a quedar a las puertas de conseguir el Campeonato Brasileño pero finalmente el campeón fue Palmeiras.
Como subcampeón volvió a competir en la Copa Libertadores de 1974. En la primera fase tuvo que superar a Palmeiras, Club Deportivo Municipal y Jorge Wilstermann. En la segunda fase de grupos eliminó a Millonarios y Defensor Lima clasificándose para la final contra Independiente de Avellaneda.
En el primer partido de la final, celebrado en Morundí, São Paulo FC consiguió la victoria por 2-1 

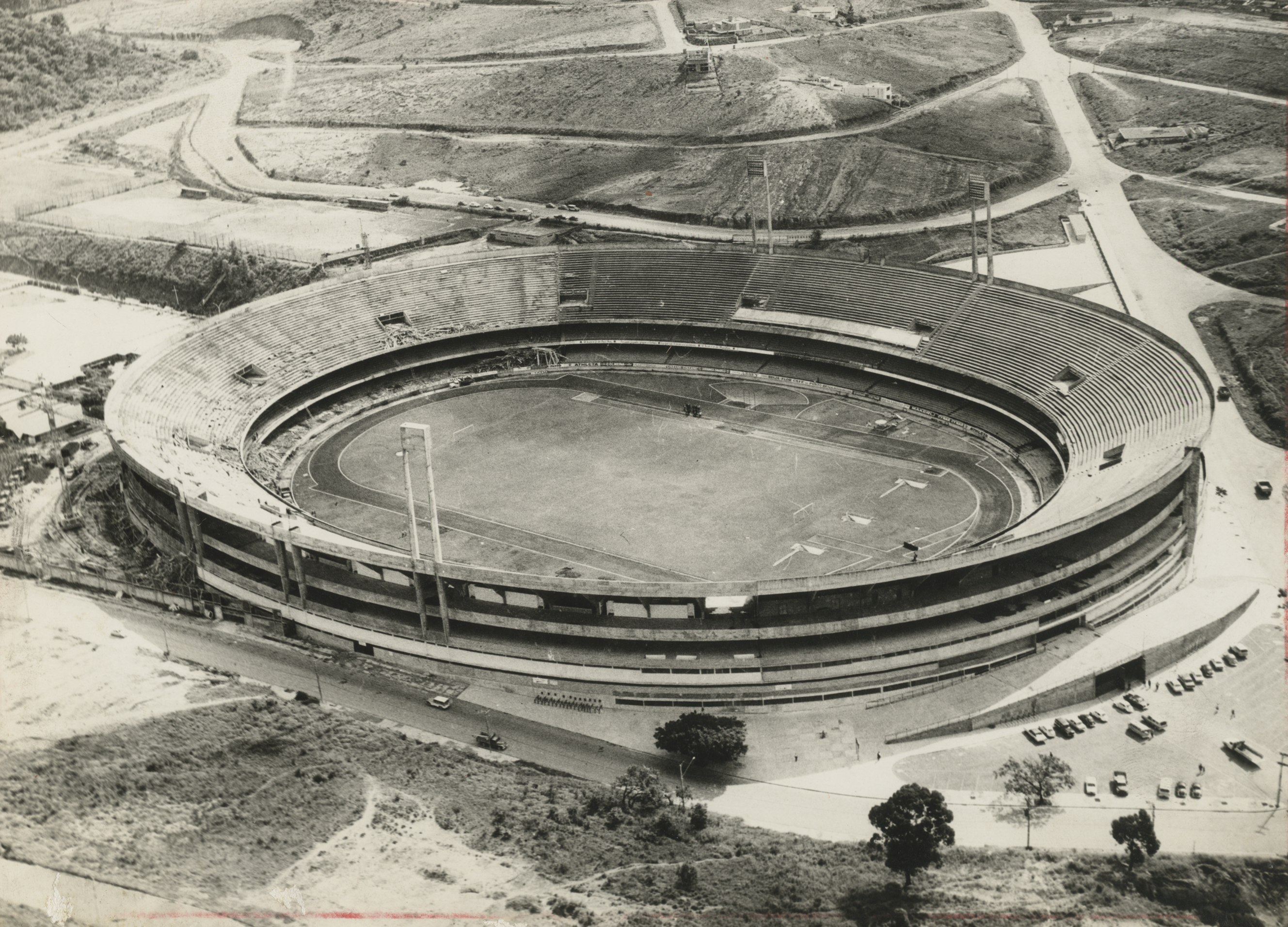
Vista del Estadio del Morumbí, víspera de su inauguración, 23 de enero de 1970. Archivo Nacional de Brasil.

pero en el partido de vuelta en Avellaneda la victoria fue para Independiente por 2-0. Aún no se encontraba impuesta la regla del valor doble de los goles visitantes así que se jugó un partido de desempate en Santiago de Chile que terminó con la victoria del cuadro argentino por 1-0.
En el Campeonato Paulista de 1975 São Paulo FC vuelve a conseguir quedar campeón tras derrotar en el partido decisivo a la Portuguesa. En esta temporada el equipo marcó un récord al permanecer invicto 47 partidos consecutivos.
Para lograr por fin el título nacional São Paulo FC contrata al entrenador Rubens Minelli y a Darío Pereyra para el campeonato Brasileño de 1977.
En la primera fase del campeonato São Paulo FC ocupa el segundo lugar de un grupo de diez equipos. En la segunda fase logra clasificarse en tercera posición en un grupo con Corinthians, America Football Club, Sport Club Internacional y Brasília Futebol Club. En la tercera fase logra clasificarse con tres victorias, un empate y una sola derrota ante el Botafogo.
En las semifinales el rival es Operário Futebol Clube. En el partido de ida celebrado en el estadio Morumbi terminó con 3-0 gracias a una buena actuación de Serginho Chulapa. En el partido de vuelta São Paulo FC cayó derrotado 1-0 pero el resultado sirvió para clasificarse para la final.
En la final le esperaba el Atlético Mineiro y tras sendos empates a cero el partido se decidió en los penaltis. Finalmente São Paulo FC se hizo con su primer Campeonato Brasileño tras lograr la victoria por 2-3 en los penaltis.

### Los años 1980 y los “Menudos do Morumbi”
São Paulo FC comenzó el Campeonato Paulista con un gran equipo en el que destacaban jugadores como Heriberto da Cunha, Carlos Renato Frederico, Pereyra o Serginho. Este equipo lograría el Campeonato Paulista tras vencer al Santos en una final a doble partido. En el partido de ida, celebrado en Morumbí, São Paulo FC consiguió la victoria por 1-0 gracias a un gol de Serginho. En el partido de vuelta, también celebrado en Morumbí el resultado fue 0-1 gracias a otro gol de Serginho.
Para la temporada 1981 el equipo se reforzó con Marinho Chagas y Everton. En el Brasileirao se enfrentó en semifinales contra Botafogo perdiendo en Río de Janeiro por 1-0. En la vuelta el São Paulo caía derrotado por 2-0 pero fue capaz de remontar con goles de Serginho y Everton. Sin embargo en la final caería derrotado ante el Grêmio de Porto Alegre.
En el Campeonato Paulista de 1981 el equipo se mostró intratable endosando un 6-2 al Palmeiras. En la final el rival fue Ponte Preta con quien empató 1-1 en la ida. En la vuelta en Morumbí el resultado fue 2-0 por lo que São Paulo FC se coronó de nuevo campeón paulista.
El equipo dirigido por Cilinho incorporó a jóvenes como Müller, Silas, Falcón y Sidney así como veteranos como Pita Calvo y el equipo fue apodado “Menudos do Morumbi” y llevó a la consecución del título Paulista en 1984 venciendo en la final a la Portuguesa.
En el Campeonato Paulista de 1986 el São Paulo FC se vio perjudicado porque la Federación Brasileña decidió no parar el campeonato durante la Copa del Mundo 1986 y el equipo perdió a varios internacionales.
En el Campeonato Brasileño de 1986 el equipo se demostró imbatible. En la final el rival fue Guaraní Futebol Clube. El tiempo reglamentario terminó 1 a 1 y tras jugar los 30 minutos de la prórroga el partido terminó con empate a 3. Finalmente São Paulo FC sería campeón tras los lanzamientos de penalti.
El Campeonato Paulista de 1987 tuvo de nuevo a São Paulo FC como campeón tras derrotar a Palmeiras en las semifinales y a Corinthians en la final gracias a los goles de Lee y Edivaldo.
Hasta el año 1989 no volvería, São Paulo FC a realizar un gran torneó. En el Paulistao de 1989 después de vencer a Clube Atlético Bragantino y São José Esporte Clube el equipo tricolor se proclamó de nuevo campeón paulista.
En el Campeonato Paulista de 1990 São Paulo FC realizó un mal torneo y terminó en el puesto 15.
Para remediar la situación el equipo tricolor fichó como entrenador a Telê Santana quien había dirigido al equipo brasileño en los mundiales de 1982 y 1986.

### Los años 1990 y el São Paulo de Telê Santana
Telê asumió el cargo el 14 de octubre de 1990, en un partido contra el São José (0-0 empate). Cogió al equipo en 10 º lugar y llevó a la final del campeonato, siendo subcampeón.
Con él en el banquillo se asentaron en el equipo talentos como el centrocampista Raí, el portero Zetti y el lateral Cafú. También regresó al equipo el defensa Ricardo Rocha.
En el Brasileirão de 91 llegó a la final para enfrentarse con el Clube Atlético Bragantino. En el partido de ida, jugado en Morumbi el São Paulo FC vence 1-0 gracias a un gol de Mario Tilico. En la vuelta el marcador final es 0-0 por lo que la victoria en el campeonato es para São Paulo FC.
Ese mismo año también conquista el torneo Paulista en el que se enfrenta en la final a Corinthians. En el partido de ida, Raí tiene una actuación espectacular y la victoria es 3-0 para el tricolor con los tres goles marcados por el centrocampista. El partido de vuelta terminó 0-0 por lo que el título fue para São Paulo FC.

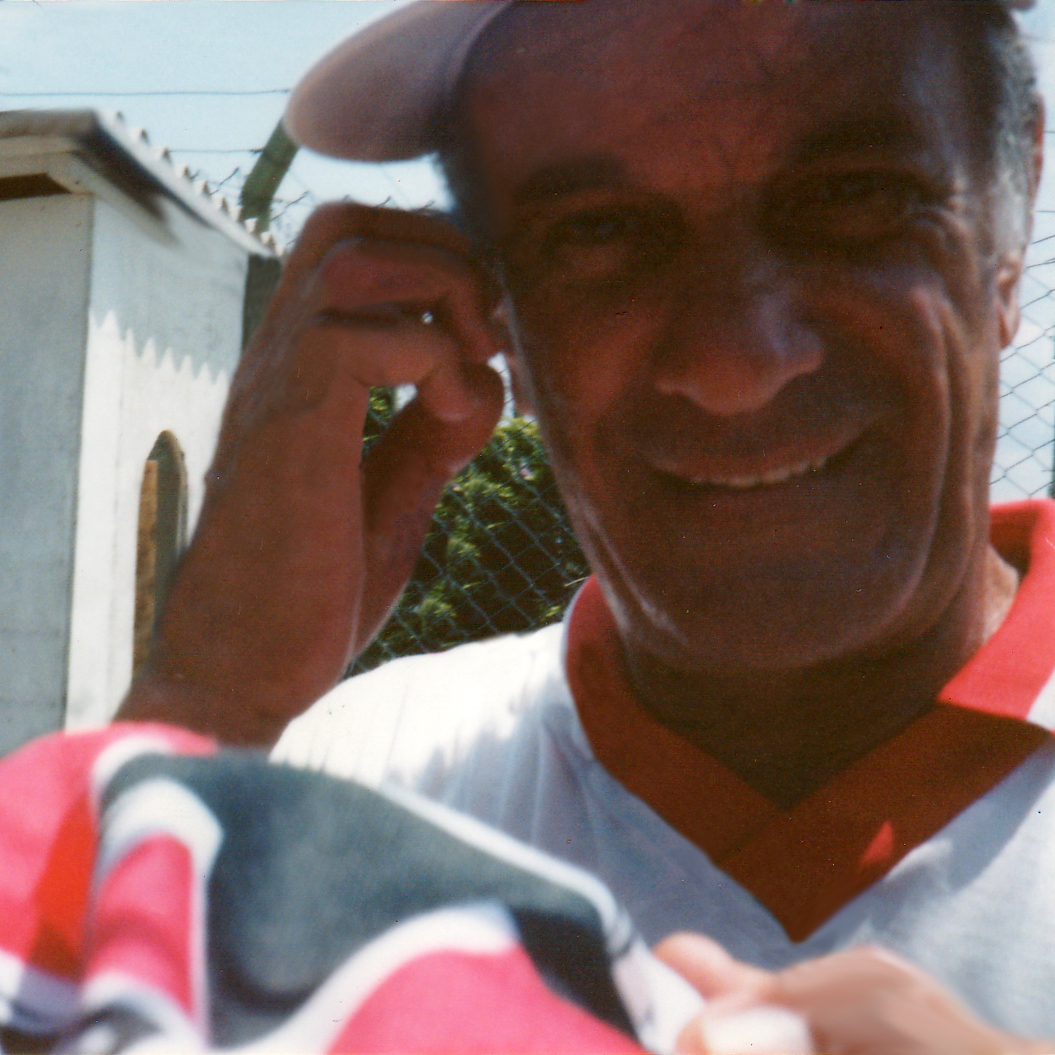
Telê Santana.

En 1992 São Paulo FC conseguiría la que por entonces era su victoria más importante. En su participación en la Copa Libertadores tras eliminar a Club Nacional de Football, Criciúma Esporte Clube y Barcelona Sporting Club se enfrentó en la final a Club Atlético Newell's Old Boys de Marcelo Bielsa. En el partido de ida, disputado en Estadio Gigante de Arroyito terminó con la victoria argentina por 1 a 0. En el partido de vuelta, Raí marcó el gol que empataba la eliminatoria. Tras la prórroga el partido fue a los penaltis donde São Paulo FC terminaría proclamándose campeón.
La victoria en la Copa Libertadores no fue la única en 1992 sino que el equipo fue asimismo campeón del Torneo Paulista donde terminaría venciendo en la final a Palmeiras.
El triunfo en la Copa Libertadores 1992 dio a São Paulo FC la posibilidad de disputar torneos como la Recopa Sudamericana de 1993 y la Copa Intercontinental.
La Copa Intercontinental 1992 le enfrentaría al FC Barcelona que era entrenado por Johan Cruyff. El partido se celebró el 13 de diciembre de 1992 en Tokio. A los 12 minutos el equipo blaugrana se adelantó por medio de Stoichkov pero São Paulo siguiendo atacando y empató en el minuto 27 por medio de Raí. El partido se decidió con un lanzamiento de falta de Raí que dio el título mundial al equipo tricolor.
En la Recopa Sudamericana 1993 se enfrentó a Cruzeiro Esporte Clube con quien empató ambos partidos a cero, consiguiendo el título en los penaltis
En la Copa Libertadores 1993 el São Paulo FC eliminó a Club Atlético Newell's Old Boys, Flamengo, Cerro Porteño para enfrentarse en la final a la Universidad Católica de Chile. En el partido de ida, celebrado en Sao Paulo la victoria fue espectacular, 5-1 con goles de Daniel López en propia puerta, Vítor, Gilmar, Raí y Müller
El partido de vuelta terminó con la victoria chilena por 2-0 pero con este resultado São Paulo FC se proclamaba de nuevo campeón de América.
Ese mismo año consiguió la Supercopa Sudamericana tras derrotar en la final a Flamengo en los penaltis.
En la Copa Intercontinental 1993, São Paulo FC debía enfrentarse al Olympique de Marsella pero este equipo se quedó fuera por un caso de corrupción por lo que su rival sería el AC Milan de Fabio Capello. El partido se disputó el 12 de diciembre de 1993 y Sao Paulo se adelantó con un gol de Palinha a los 19 minutos pero el gol fue contrarrestado por un gol de Daniele Massaro en el minuto 48. En el segundo tiempo Toninho Cerezo en el minuto 59 pero los italianos volvieron a empatar por medio de Jean Pierre Papin en el minuto 81 pero finalmente la victoria fue para São Paulo FC por medio de un gol de Müller.
La participación en la Copa Libertadores 1994 fue nuevamente exitosa. Tras eliminar a Palmeiras, Unión Española y al poderoso Olimpia de Paraguay se presentó en la final contra Vélez Sarsfield. El partido de ida fue jugado en el Estadio José Amalfitani de Buenos Aires y terminó con 1-0 a favor del equipo argentino gracias a un gol de Omar Asad. En el partido de vuelta São Paulo FC igualó la eliminatoria gracias a un gol de Müller. La final fue a los penaltis donde Vélez Sarsfield terminó proclamándose campeón.

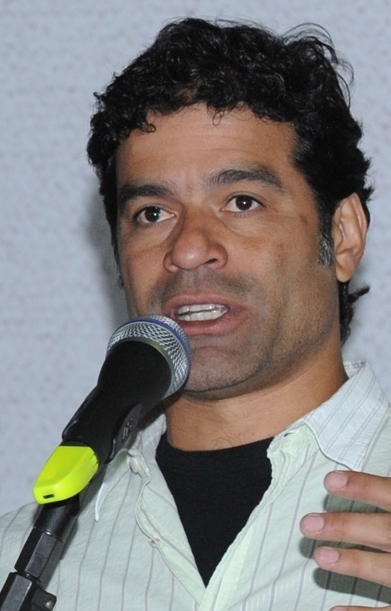
Raí.

En la temporada 1994, São Paulo FC también participó en la Copa Conmebol, torneo oficial precursor de la actual Copa Sudamericana. El equipo que se regeneró con jugadores como Rogério Ceni, Caio, Denilson, Juninho y Toninho, eliminó a su compatriota Grêmio de Porto Alegre, al Sporting Cristal, al SC Corinthians, y derrotó en la final a Peñarol de Montevideo. En el partido de ida São Paulo FC venció 6-1 y en la vuelta, cayó derrotado 0-3 en Montevideo, por lo que igual se proclamó campeón.
En su participación en la Recopa Sudamericana 1994, se enfrentó a su también equipo compatriota Botafogo. El torneo se celebró a partido único en Kōbe, Japón. El partido terminó con victoria 3 a 1 con goles de Leonardo, Guilherme y Müller, por parte del equipo paulista y de Roberto Cavalo, por parte del equipo carioca.

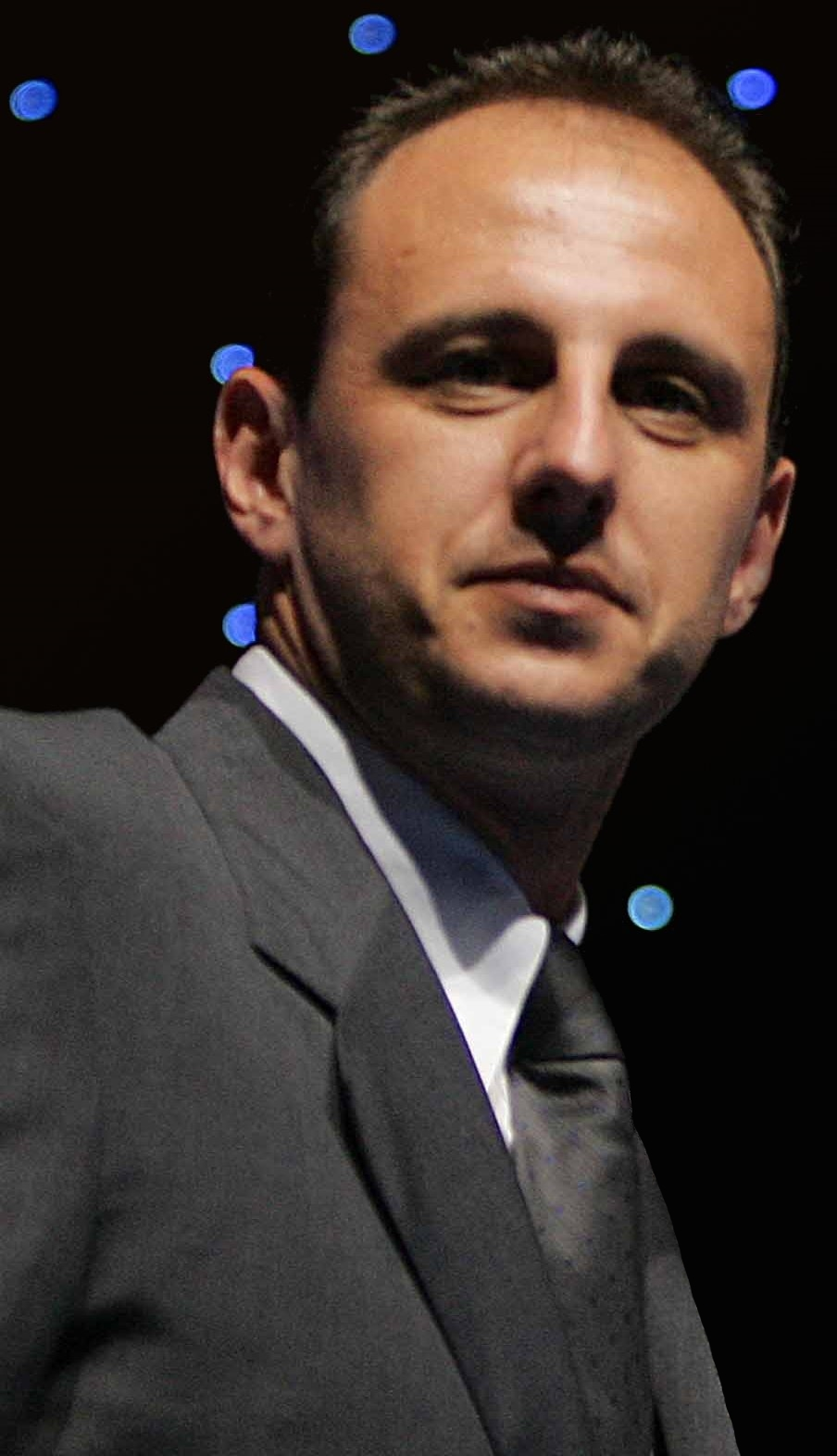
Rogério Ceni.

Desde 1994 hasta 2000, São Paulo FC entra en una etapa de transición en la que no consigue títulos importantes.

### ElsigloXXI

#### Una nueva era dorada: 2000-2008
Con la llegada del nuevo siglo São Paulo FC vio como volvía a la senda de las victorias. En el Campeonato Paulista consiguió terminar campeón tras derrotar en la final a Santos, convirtiéndose Rogerio Ceni en el primer guardameta que marca un gol en la final de la Copa Paulista en la historia.
En 2001 el equipo, que contaba con una gran generación de jóvenes futbolistas como Kaká, Luis Fabiano, Belletti o Gustavo Nery, logra su primer Torneo Rio-Sao Paulo. La final le enfrentó a Botafogo y el primer partido se celebró en Maracaná terminando con la victoria paulista 4-1. El partido de vuelta terminó con 2-1 para São Paulo con goles de Kaká.

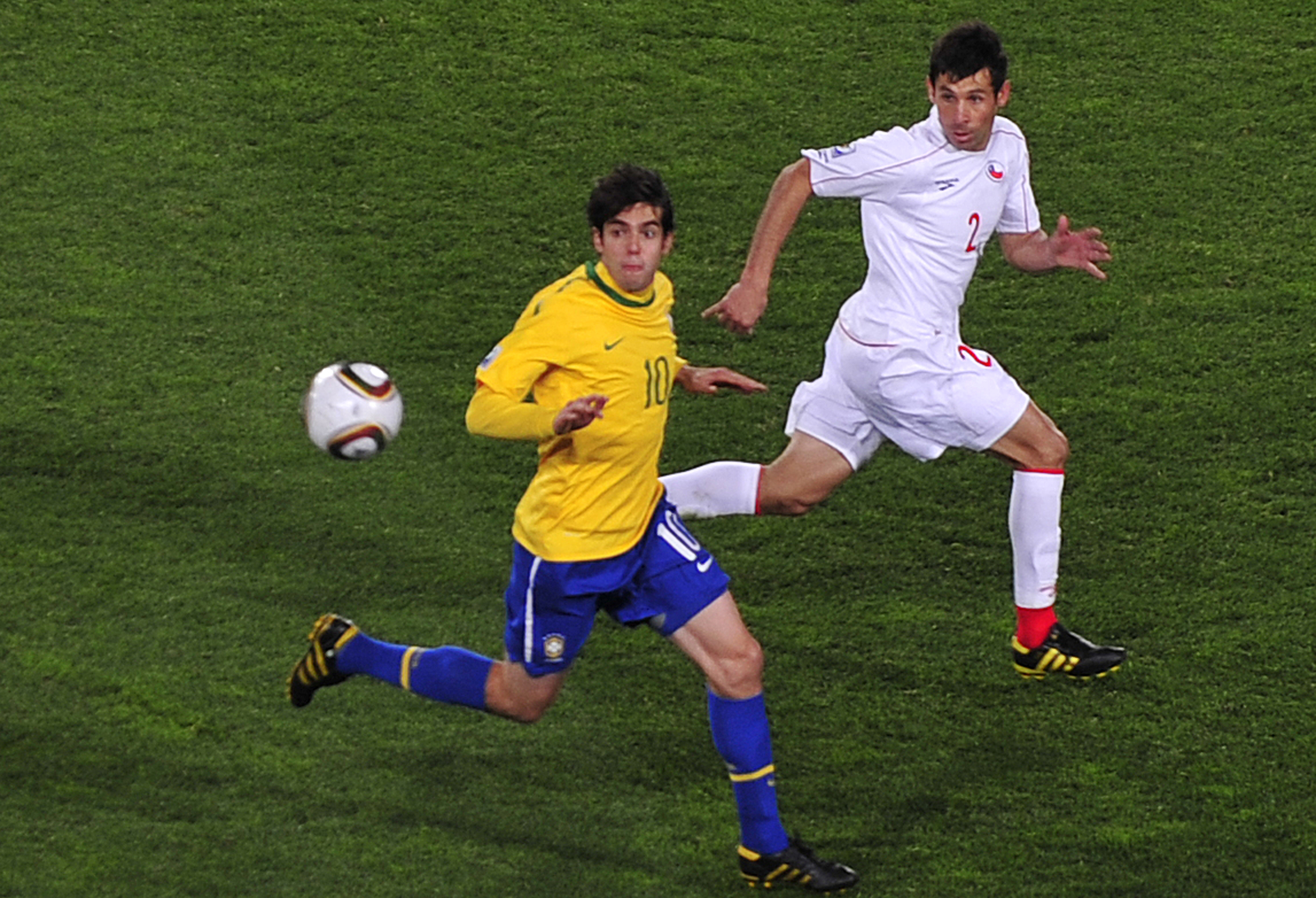
Kaká.

Después de los reveses entre 2000 y 2002, São Paulo, con la tercera plaza obtenida en el Campeonato Brasileño de 2003 - la primera que tuvo lugar en la historia del sistema de puntos acumulados - recuperó el derecho de disputar la Copa Libertadores de América, en 2004. Tras eliminar a Rosario Central y Deportivo Táchira fue eliminado en semifinales por Once Caldas que a la postre sería campeón.
En el Campeonato Paulista de 2005, São Paulo FC permaneció invicto durante 15 jornadas. São Paulo FC se hizo con el título a tres jornadas del final después de empatar con el Santos a 0.
En la Copa Libertadores 2005 eliminó a Palmeiras, Club de Fútbol Tigres de la Universidad Autónoma de Nuevo León y River Plate antes de enfrentarse al Atlético Paranaense en la final. El partido de ida disputado en el Estadio Beira-Rio terminó con empate a 1. La vuelta en Morumbi el partido terminó con la victoria de São Paulo FC por 4 a 0.
Esta victoria le dio la posibilidad de participar en el Copa Mundial de Clubes de la FIFA, nuevo torneo que sustituía a la Copa Intercontinental y que enfrenta a los campeones de todos los continentes.

Alineaciones de la final de la Copa Mundial de Clubes de la FIFA disputada entre São Paulo FC y Liverpool Football Club disputado el 18 de diciembre de 2005 disputado en el International Stadium de Yokohama.

São Paulo debutó en la semifinal contra el Al-Ittihad de Arabia Saudí. En un partido más difícil de lo esperado São Paulo FC venció 3-2 con goles de Amoroso y Rogério Ceni. En la final se enfrentaría al Liverpool Football Club entrenado por Rafa Benítez. El partido se disputó el 18 de diciembre de 2005 y se decidió gracias a un gol de Mineiro a favor de São Paulo FC.
En su participación en la Recopa Sudamericana 2006 su rival fue Club Atlético Boca Juniors. En el partido de ida, celebrado en Buenos Aires, Boca venció 2 a 1 con un doblete de Rodrigo Palacio mientras que el gol paulista lo hizo Thiago Ribeiro. En el partido de vuelta Júnior adelantó a São Paulo en el minuto 34 pero Palacio empató en el minuto 40. Martín Palermo adelanto a los bonaerenses en el minuto 75 pero el Tricolor volvió a empatar por medio de un autogol de Claudio Morel Rodríguez. Con este resultado Boca Juniors se coronó campeón.
En el Campeonato Paulista del 2006 el equipo terminó subcampeón. En su participación en la Copa Libertadores 2006 eliminó a Palmeiras, Estudiantes de la Plata y Club Deportivo Guadalajara y se enfrentó en la final al Sport Club Internacional quien a la postre se alzó con el título.
A pesar de esta decepción el equipo se levantó pronto y consiguió el Campeonato Brasileño en 2006.
Al año siguiente, a pesar de que São Paulo FC no era señalado como uno de los favoritos, el Tricolor se colocó líder tras vencer a Grêmio de Porto Alegre y Botafogo y aguantó el liderazgo hasta que terminó el campeonato. La fuerza de este equipo estaba en la defensa formada por jugadores como Breno, Alex Silva, Miranda y André Dias.

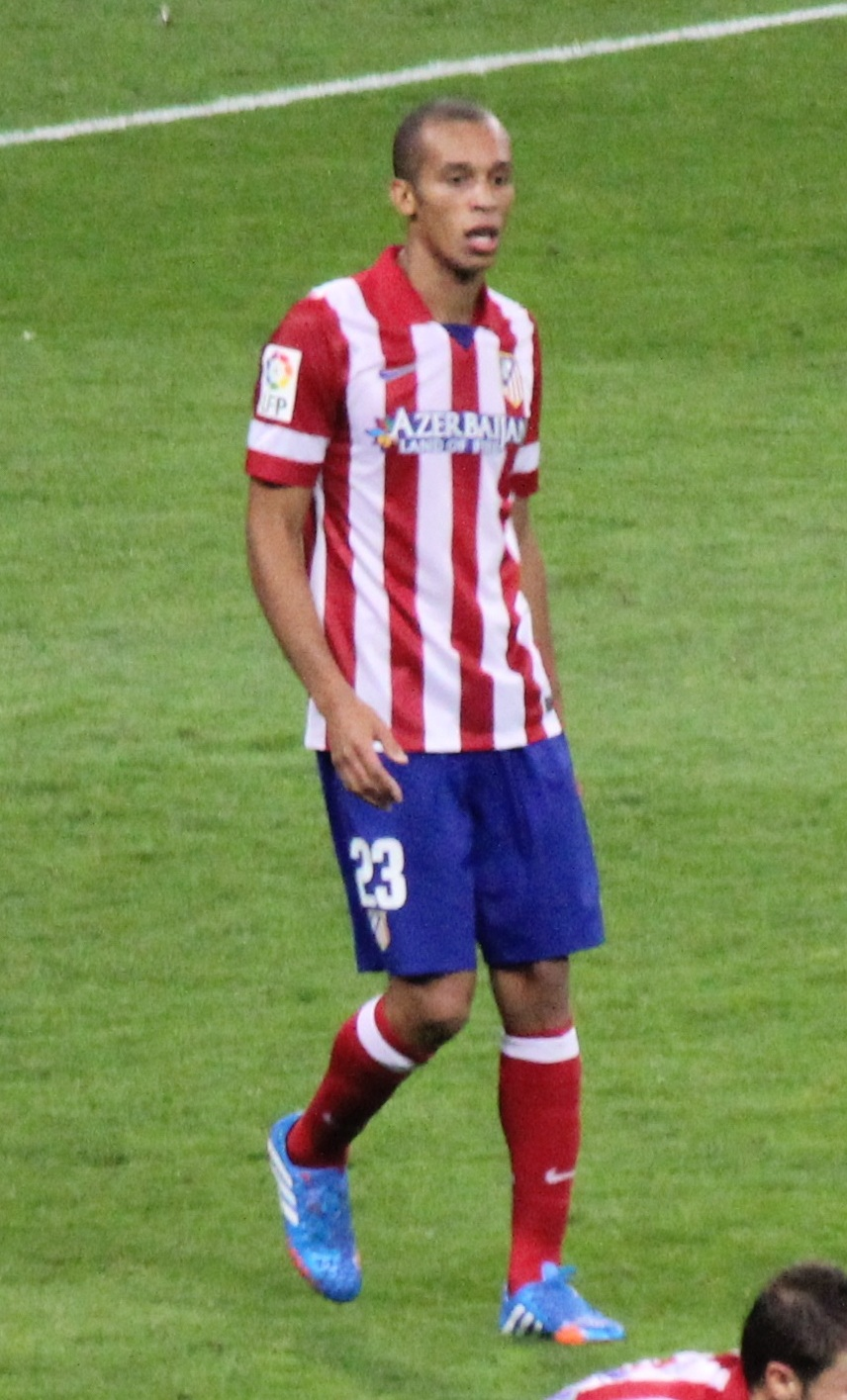
Miranda.

En el Campeonato Brasileño de 2008, parecía que se le escapaban a São Paulo FC las opciones de revalidar título ya que se encontraba a 11 puntos de Grêmio de Porto Alegre que era líder de la competición. A pesar de la dificultad, una serie de 18 partidos sin perder hizo posible la remontada y que São Paulo FC se consagrase campeón del Brasileirao por tercera vez consecutiva. Hasta la fecha el Tricolor ha sido el único equipo en conseguir ser Tricampeón en el Brasileirao.

#### La Copa Sudamericana 2012 y una final polémica
En la Copa Sudamericana 2012 ocurrió un hecho que recordado por todos los hinchas de Club Atlético Tigre.Ese año Sao Paulo llegaba a la final contra la sorpresa del torneo Tigre. En la final de ida todo transcurrió normal con un 0 a 0 en la cancha de Boca, pero en la vuelta que se jugaría en el Estadio Morumbi (casa del Sao Paulo) los jugadores de Tigre fueron interceptados por la policía brasileña que los golpeo y amenazó en el vestuario. Estos fueron mandados por la directiva de Sao Paulo para que los jugadores de Tigre no salieran a la cancha y así poder ganar la copa por abandono. Tanto los jugadores, como el cuerpo técnico de Sao Paulo sabían lo que iba a pasar, pero a pesar de ello no les importó y festejaron sin darle importancia a los jugadores de Tigre que fueron golpeados y amenazados en el vestuario. Luego de este episodio la Conmebol decidió no hacer nada contra el club brasileño y lo dejó pasar desapercibido.

#### Sequía deportiva: 2013-2021
En la Copa Sudamericana 2013 y 2014 quedó 2 veces semifinalista quedando eliminado en 2013 por Ponte Preta de visitante y en 2014 de local por el equipo colombiano Atlético Nacional el equipo paulista ganó 1-0 en el partido vuelta y en el global (1:1) pero en los penales cayó 4-1 contra el equipo colombiano dio el batacazo en pleno Morumbi dando el paso a la final al equipo cafetero ante River Plate.
En la Copa Libertadores 2016 se volvería a revivir la semifinal de la Copa Sudamericana 2014 contra Atlético Nacional con un marcador en contra de 0-2 ida en São Paulo y en la vuelta en el Estadio Atanasio Girardot de la ciudad Medellín 2-1, el marcador global fue de (1:4) en su contra, dándole paso a otra final al equipo colombiano que se volvió la "Bestia Negra" del equipo brasileño y que después se consagró campeón al equipo cafetero del certamen.
En la Copa Sudamericana 2017 quedó eliminado por Defensa y Justicia en la primera fase mediante la regla del gol de visitante (empate a 0 en la ida y otro empate a 1 en la vuelta).
En la edición siguiente cayó ante Colón de Santa Fe en la definición por penales (5-3 a favor del Sabalero). Sin embargo, en ese mismo año también hizo una buena campaña en el Brasileirão, terminando en el 5° puesto y obteniendo una plaza para la Copa Libertadores 2019. Sin embargo, ya en el máximo torneo continental no pudo pasar de la segunda fase, cayendo 2-0 ante Talleres.
En el campeonato de 2019 logró quedar sexto y obtener una plaza para la Copa Libertadores 2020. Sin embargo, no pudo superar la fase de grupos, quedando tercero y siendo enviado a la Copa Sudamericana. Allí tampoco logró hacer una campaña aceptable, pues quedó eliminado nuevamente en la segunda fase a manos de Lanús por medio de la regla de gol de visitante, tras empatar 6-6 en el global.

#### 2021

##### Consagración en el Campeonato Paulista
Para el siguiente año, São Paulo contrataría al técnico argentino Hernán Crespo, quien venía de ganar la Copa Sudamericana con Defensa y Justicia. Con Valdanito en el banquillo, el tricolor tuvo un andar brillante durante todo el certamen, logrando consagrarse en la final frente al Palmeiras y cortando una sequía de 8 años sin títulos desde la Copa Sudamericana 2012.

##### Copa Libertadores
Debido a que quedó 5° en el campeonato local, con 66 puntos y a tan sólo 5 del campeón Flamengo, São Paulo tuvo la oportunidad de disputar una nueva edición de la Copa Libertadores de América. Le tocó el Grupo E, integrados también por Racing Club, Sporting Cristal y Rentistas. A diferencia de las campañas anteriores, en esta si logró pasar a la siguiente fase, quedando segundo en el grupo con 11 puntos en su haber (3 victorias, 2 empates y una derrota).
En los octavos de final le tocó volver a enfrentarse a Racing, a quien pudo vencer fácilmente con un 3-1 en la vuelta luego de empatar el primer encuentro a 1, para un global de 4-2. Sin embargo, cayó eliminado en los cuartos de final frente a Palmeiras por un global de 4-1, perdiendo el encuentro de visitante por una goleada 3-0 luego de también haber empatado a 1 el partido de ida, despidiéndose así del sueño de la cuarta copa una vez más.

### Presente
Su último logro internacional fue la victoria ante Tigre en la final de la Copa Sudamericana 2012. En la Recopa Sudamericana 2013 su rival fue Corinthians. El partido de ida celebrado en Morumbí terminó con la derrota local por 1-2. El gol del Tricolor fue obra de Aloísio mientras que los goles de “El Timao” fueron obra de Paolo Guerrero y Renato Augusto. El partido de vuelta celebrado en el Estadio Pacaembú terminó con una nueva victoria de Corinthians, esta vez por 2-0 con goles de Romarinho y Danilo.
Durante este período, el São Paulo se enfrentó a algo que nunca antes había sucedido: la lucha contra el descenso. El club del Morumbi estuvo cerca del descenso sin precedentes en 2013, 2016, 2017 y 2021. La década del 2010 contiene las peores participaciones del Tricolor en los campeonatos brasileños e internacionales.
Su título local más reciente es la Supercopa de Brasil 2024. Su actuación destacada más reciente en una competencia internacional fue en la Copa Sudamericana 2022 donde logró el subcampeonato, perdiendo la final por 2-0 frente a Independiente del Valle de Ecuador.

## Símbolos del club
A lo largo de su historia, el Tricolor Paulista ha mantenido el mismo nombre, los mismos colores, el mismo estilo de escudo, el mismo uniforme y la misma bandera. Los fundadores del São Paulo Futebol Clube querían que el nombre, los colores y las formas representaran sus deseos como deportistas. Por ello, tomaron el rojo del Club Athletico Paulistano, el negro de la Associação Atlética das Palmeiras y el blanco de ambos, simbolizando la unión de los equipos en uno solo, más grande. Así nacieron los tres colores del club. El escudo y los uniformes del SPFC fueron diseñados por el estilista alemán Walter Ostrich, simpatizante del nuevo club en formación, con la colaboración de Firmiano de Morais Pinto, uno de los presentes en la fundación.

### Historia y evolución del escudo
De acuerdo con los estatutos del club, el símbolo del Tricolor Paulista está formado por un triángulo isósceles blanco invertido, con la base mayor elevada por un rectángulo cuya altura es igual a la mitad del lado del triángulo. Dentro de esta parte alargada hay otro rectángulo, de color negro, con las iniciales SPFC en blanco. En el interior del triángulo hay una franja blanca con una anchura igual a una cuarta parte del lado menor, que contiene dos triángulos escalenos: uno rojo a la izquierda y otro negro a la derecha.
Las estrellas se introdujeron posteriormente y también tienen un significado especial. Las dos doradas, grabadas en el escudo en 1955 y, posteriormente, en el uniforme en 1997, representan los récords mundiales y olímpicos conquistados por Adhemar Ferreira da Silva en los Juegos Olímpicos de Helsinki 1952 y en los Juegos Panamericanos de 1955 en México. Las tres estrellas rojas del centro, introducidas por completo en 2006, representan el bicampeonato de la Copa Intercontinental, en los años 1992 y 1993, y la conquista de la Copa Mundial de la FIFA en 2005. Según los estatutos, no se permite incluir títulos considerados de menor importancia. Los campeonatos continentales, nacionales, estatales o amistosos nunca podrán ser representados por estrellas.
A continuación, se muestra la evolución de los escudos, desde la fundación hasta la actualidad:
| Evolución del escudo del São Paulo Futebol Clube | Evolución del escudo del São Paulo Futebol Clube | Evolución del escudo del São Paulo Futebol Clube | Evolución del escudo del São Paulo Futebol Clube | Evolución del escudo del São Paulo Futebol Clube | Evolución del escudo del São Paulo Futebol Clube | Evolución del escudo del São Paulo Futebol Clube | Evolución del escudo del São Paulo Futebol Clube | Evolución del escudo del São Paulo Futebol Clube | Evolución del escudo del São Paulo Futebol Clube | Evolución del escudo del São Paulo Futebol Clube |
| 1930-1935                                        | 1935-1981                                        | 1982-1985                                        | 1985-1991                                        | 1991-1992                                        | 1993-1995                                        | 1996-1997                                        | 1998                                             | 2000                                             | 2003-2005                                        | 2006-Actualmente                                 |
| ------------------------------------------------ | ------------------------------------------------ | ------------------------------------------------ | ------------------------------------------------ | ------------------------------------------------ | ------------------------------------------------ | ------------------------------------------------ | ------------------------------------------------ | ------------------------------------------------ | ------------------------------------------------ | ------------------------------------------------ |

### Mascota

Representación del «Santo» Pablo de Tarso, mascota del club.

Hasta la fecha, el club solo ha tenido una mascota, que ha dejado una huella en su historia. Creada en la década de 1940 por un dibujante del periódico A Gazeta Esportiva, la imagen del santo gustó a todos los aficionados del São Paulo y sigue siendo hoy en día la mascota oficial del club.
Debido a que el verdadero São Paulo murió aproximadamente a los 60 años, se le representa como un anciano de barba blanca. Se le llama "Santo" Paulo para no confundirlo con el nombre del club.

### Himno
El himno del club, compuesto por Porfírio da Paz en 1935 y oficializado en 1942, sufrió varias modificaciones hasta llegar a su estructura actual. La creación del himno fue un hecho atípico y conmovedor. En 1935, Porfírio da Paz, quien era teniente de la Fuerza Pública y farmacéutico, acababa de ser informado de que perdería su casa por falta de pago. Debido al nerviosismo, tarareaba una canción entonando el nombre del club del que era un apasionado. Más tarde, ya más tranquilo, puso por escrito la letra que se convertiría en el himno del São Paulo Futebol Clube.

«Casi todo lo que ganaba se lo daba al club. Cuando me avisaron de la pérdida de la casa, me quedé desolado. Caminaba de un lado a otro sin saber qué hacer. Pero el amor por el São Paulo fue más fuerte y, en lugar de rendirme, empecé a tararear 'Salve o tricolor paulista' y compuse el himno del club. Cantando el himno, mi familia y yo dejamos nuestra casa.»
—Porfírio da Paz

En 1942, con varias secciones deportivas ya en marcha, Porfírio presentó el entonces himno del club. Sin embargo, una de las estrofas, en concreto la séptima, dio lugar a ciertas interpretaciones erróneas. Contenía la rima "Do Palmeiras também trazes" (De Palmeiras también traes), en referencia a la AA das Palmeiras, club que se fusionó con el CA Paulistano para formar el Tricolor Paulista. El problema surgió porque el Palestra Itália había cambiado su nombre a Palmeiras, lo que generó una gran confusión. Para evitarla, Porfírio sustituyó la palabra "Palmeiras" por "Floresta", en alusión a la región donde se encontraba el São Paulo y muchos otros clubes de la época. La estrofa quedó entonces como "Da Floresta também trazes". Al no existir una relación estrecha con el club, Porfírio se vio obligado a reformular por completo la séptima estrofa, dejándola tal como la conocemos hoy en día. El estribillo también se modificó con la adición del adverbio "ya". Después de cambiarlo casi por completo, el 29 de abril de 1966, Porfírio solicitó permiso en una reunión del Consejo Deliberativo para poder cantar el himno definitivo del club. Aprovechó la ocasión para donar todos los derechos de autor al Tricolor del Morumbi.
En 1997, el himno recibió una versión con un sonido actualizado para finales de la década de 1990, con un ritmo de rock, en la voz de Roger Moreira, vocalista de la banda Ultraje a Rigor. Esta versión se incluyó en el álbum "Los himnos de los grandes clubes brasileños cantados por las estrellas del rock y de la MPB." En 2004, el himno recibió una nueva versión para la primera década del siglo XXI, esta vez con las voces de Dinho Ouro Preto (vocalista de la banda Capital Inicial) y Nasi (vocalista de la banda Ira!). Esta versión apareció en la edición de 2004 del mismo álbum.

## Estadio
En sus primeros años de existencia, el club de fútbol São Paulo utilizó el Estádio da Floresta, razón por la que el club que existió entre enero de 1930 y mayo de 1935 era conocido como São Paulo da Floresta.
Cuando el club fue refundado en diciembre de 1935, no tenía un campo propio, situación en la que se mantuvo hasta 1938, cuando su unión con el Estudantes llevó al São Paulo al Estádio da Mooca. En 1940 pasó a usar el Estádio do Pacaembu.
En 1944, el São Paulo compró el Estadio Canindé que pasó a ser su campo. Pero el Canindé era muy pequeño y entonces surgieron las ideas y proyectos para la construcción de un estadio monumental.
La idea inicial era construirlo en el área actual donde se encuentra el parque Ibirapuera, pero Jânio Quadros impidió que el club saliera de la prefectura. El lugar escogido fue un área en la zona de Morumbi, prácticamente deshabitado, que estaba en proceso de urbanización.
En diciembre de 1951, el área fue adquirida por el São Paulo FC.
En 1952, el presidente del club, Cícero Pompeu de Toledo, le propuso a Laudo Natel, director del Bradesco, encargarse del club administrativamente.
En el día 15 de agosto de 1952, monseñor Bastos bendijo los terrenos y fue lanzada la campaña Pro-Construcción del Morumbi. Fue elegida una comisión compuesta por el presidente Cícero Pompeu de Toledo y por los siguientes nombres: Piragibe Nogueira (vicepresidente); Luís Cássio dos Santos (secretario); Amador Aguiar (tesorero); Altino de Castrar Lima, Carlos Alberto Gomes Cardim, Luís Campos Aranha, Manuel Raimundo Paes de Almeida, Osvaldo Artur Bratke, Roberto Gomes Pedrosa, Roberto Barros Lima, Marcos Gasparian, Paulo Machado de Carvalho y Pedro França Filho Pinto.

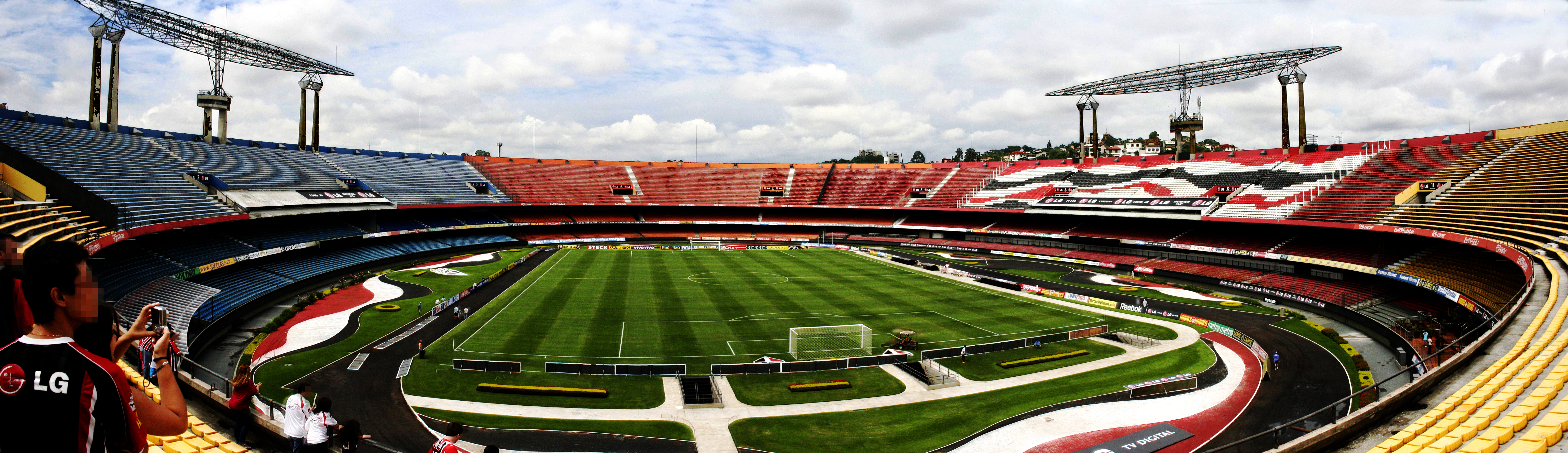
Estadio Cicero Ponpeo de Toledo.

Parte del dinero de la venta del Canindé (vendido a Portuguesa de Desportos en 1956) fue invertido en material de construcción. Todo el presupuesto del club también fue invertido en la construcción del estadio, dejando al equipo en un segundo plano. Las obras para la construcción del nuevo estadio comenzaron en 1953. Algunos números de la grandeza del Morumbi son impresionantes: para el desenvolvimiento del proyecto fueron necesarias 370 planchas de papel vegetal; se tardaron cinco meses en hacer las excavaciones, con el movimiento de 340 kilómetros cúbicos de tierra; los 280.000 sacos de cemento usados, colocados en fila, cubrirían la distancia desde São Paulo a Río de Janeiro; 50 mil toneladas de hierro, que darían para circundar la Tierra dos veces y media.

### Otras instalaciones
El club cuenta con el Centro de Entrenamiento Frederico Antonio Germano Menzen, más conocido como Barra Funda, inaugurado en 1987, donde se entrena y se concentra la plantilla. Allí también se encuentra instalado el REFFIS, uno de los más modernos centros de rehabilitación deportiva de Sudamérica. En la ciudad de Cotia, el São Paulo mantiene desde 2005 el Centro de Formación de Atletas Presidente Laudo Natel, un área de 220 mil metros cuadrados donde se desarrollan los trabajos de las divisiones inferiores. Junto al estadio Morumbi, se ubican el Complejo Social, donde los socios disfrutan del parque acuático, canchas de fútbol, gimnasios polideportivos, playground y otras instalaciones, y el Memorial, donde el club guarda los trofeos conquistados a lo largo de su historia.

## Hinchada

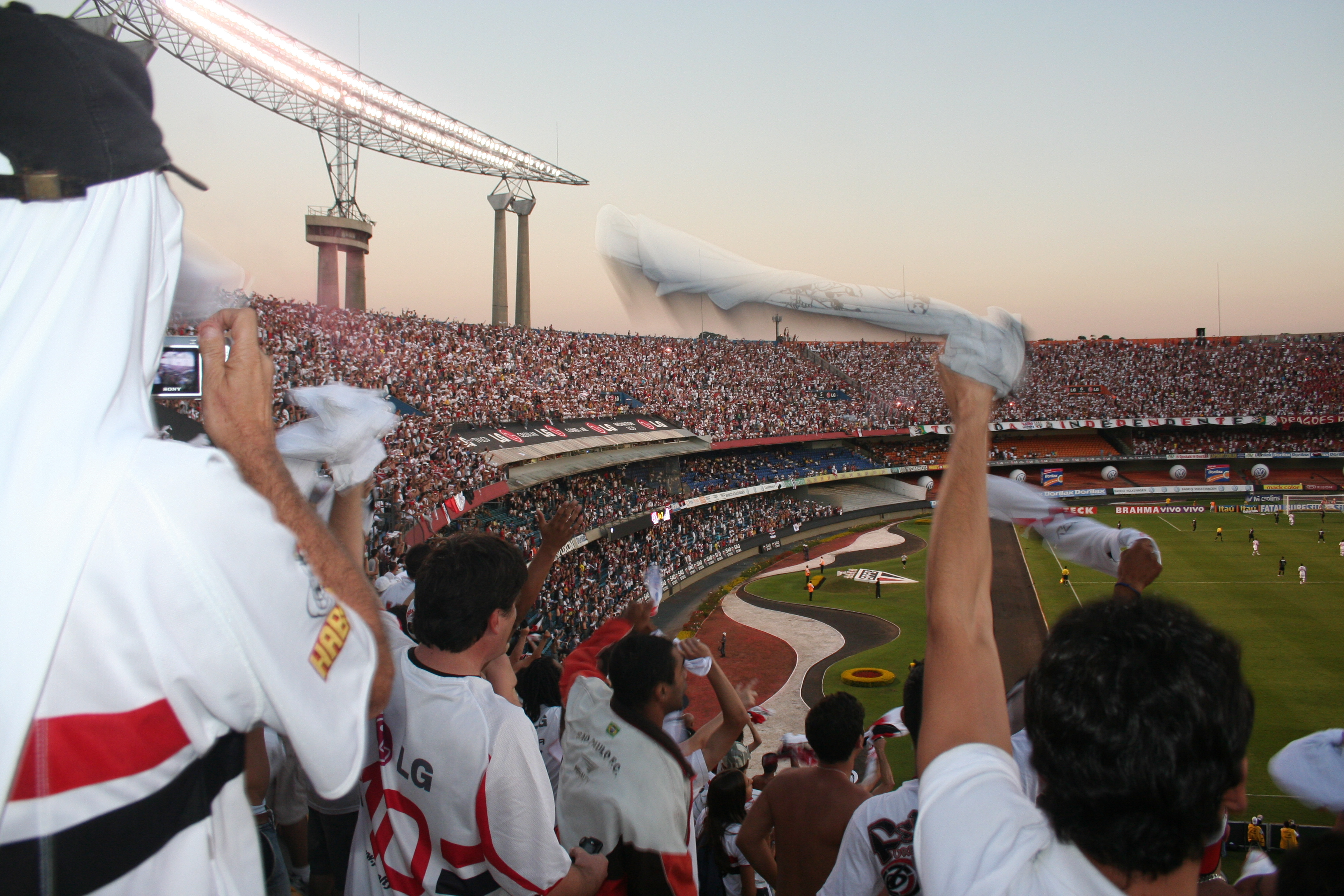
La hinchada antes del inicio del partido contra Corinthians el 19 de abril de 2009.

Según una encuesta encargada por la revista Lance! y realizada por el instituto IBOPE, publicada el 31 de mayo de 2010, el club cuenta con la tercera mayor hinchada del país, solo por detrás de Flamengo y Corinthians. En el estado y la ciudad de São Paulo, la del club es la segunda más grande.
Además, según una encuesta realizada por el instituto Datafolha el 31 de julio de 2008, en el rango de edad de 4 a 12 años, el São Paulo Futebol Clube ocupa el segundo lugar, solo por detrás de Flamengo. A nivel mundial, hay dos encuestas: en una de ellas, la hinchada del Tricolor Paulista es la séptima más grande, por delante de clubes de renombre como el Milan, River Plate, Real Madrid, Barcelona e Inter de Milán. En la segunda, alcanza el quinto lugar a nivel mundial, superando a la Juventus y a Boca Juniors, que en la encuesta anterior se encontraban por delante.
Según el ranking nacional del Movimiento por un Fútbol Mejor, el São Paulo ocupa el cuarto lugar con aproximadamente 109.000 socios, solo superado por el Corinthians, el Palmeiras y el Internacional.
En la ciudad de São Paulo, la hinchada del equipo es, porcentualmente, la tercera que más asiste a los estadios en los partidos del club, con un 25% de asistencia, por delante de la del Corinthians y por detrás de las del Palmeiras y el Santos. Sin embargo, debido al margen de error de la encuesta de Datafolha, de dos puntos porcentuales, los cuatro grandes equipos del estado están técnicamente empatados. En una encuesta realizada el 28 de enero de 2009, el Instituto de Análisis, Investigación y Planificación de Mercado, a petición de Veja São Paulo (un suplemento regional de la revista Veja), constató que el São Paulo Futebol Clube es el equipo que más se identifica con la capital paulista.

### Grupos organizados
El São Paulo fue pionero en la organización de grupos de hinchas. En 1939, el cardenal paulistano Manoel Raymundo Paes de Almeida fundó en Mooca el Grêmio São-Paulino, que más tarde se convertiría en la «TUSP» (Torcida Uniformizada do São Paulo) de la mano de Manoel Porfírio da Paz y Laudo Natel.
Hoy en día, el club cuenta con dos grupos organizados principales: la «Torcida Independente» y los «Dragões da Real», siendo uno de los pocos clubes que tiene dos hinchadas organizadas consideradas grandes. También tiene otro grupo organizado, la «Falange Tricolor». Otras hinchadas organizadas fueron la «Metal Tricolor», creada a finales de la década de 1980 y principios de la de 1990 por un grupo de amigos aficionados a la cerveza y al rock, y cuya fundación se reconoció oficialmente en 1992. Tras la prohibición de las hinchadas organizadas en los estadios en 1995, esta se extinguió. Posteriormente, regresó. En abril de 2002, la vieja guardia del grupo se reunió de nuevo y creó una nueva hinchada, el «Comando Metal Tricolor».

## Rivalidades
Los principales rivales del São Paulo son Corinthians, Palmeiras y Santos, que son los grandes clubes de la ciudad de São Paulo. Los dos primeros, junto con el "Tricolor Paulista", forman el llamado "Trio de Ferro" de la capital. Los cuatro clubes se disputan la preferencia de los aficionados paulistas debido a su grandeza y a la gran cantidad de títulos que han conquistado. Sin embargo, hasta mediados de la década de 1940, el São Paulo no era considerado un club grande y no podía competir con el Corinthians y el Palestra Itália (hoy conocido como Palmeiras). Fue solo a partir de los logros obtenidos en esa década que el São Paulo pasó a formar parte del Trio de Ferro junto con los otros dos clubes.

### Clásico Majestuoso
El partido con Corinthians es conocido como Clásico Majestuoso, un nombre acuñado por el periodista Thomas Mazzoni. El primer "Majestuoso" se disputó el 25 de mayo de 1930, cuando 70.281 personas asistieron al Estadio Pacaembu para presenciar el debut de Leônidas da Silva con el São Paulo. El Corinthians es el equipo al que más veces se ha enfrentado el "Tricolor do Morumbi". El enfrentamiento es considerado uno de los clásicos más importantes del mundo y de Brasil, ocupando el segundo lugar a nivel nacional según la revista World Soccer y el 18.º en la clasificación general. El historial registra 115 victorias para el São Paulo, 133 para el Corinthians y 116 empates.

### Choque-Rei
El derbi con Palmeiras es conocido como Choque-Rei. El historial de este enfrentamiento, uno de los de mayor rivalidad en el fútbol mundial, es de 116 victorias para el São Paulo, 119 para el Palmeiras y 116 empates. Según el sitio web FootballDerbies.com, ocupa el puesto 20 en la clasificación general y el segundo entre los clásicos nacionales más importantes. El nombre "Choque-Rei" surgió a raíz de la hegemonía del São Paulo en la década de 1940, la polémica toma del Estadio Palestra Itália y la supuesta presión del club para que su rival cambiara el nombre de Palestra Itália a Palmeiras. La constante disputa por títulos entre ambos clubes hizo que el clásico ganara importancia y fuera bautizado con este nombre por el periodista Tomás Mazzoni.

### San-São
Tras una derrota contra el Santos en el Campeonato Paulista de 1956, Tomás Mazzoni, periodista de A Gazeta Esportiva, bautizó nuevamente el clásico entre ambos equipos como San-São. Este encuentro es conocido por sus resultados impredecibles. Curiosamente, es el tercer clásico más disputado por el São Paulo y en él destaca una gran diferencia a favor del club de la capital, que tiene más de 30 victorias de ventaja. Ambos equipos disputaron en 1933 el primer partido del Campeonato Paulista en la era del profesionalismo, considerado el primer partido profesional del país. Fue en ese encuentro donde surgió por primera vez el apodo del Santos, "Peixe" (pez). La afición del São Paulo, antes del partido, se refirió de forma despectiva a los jugadores del equipo de la playa como "pescaderos", y la afición del Santos respondió con orgullo: "¡Somos pescaderos, y con mucho honor!". A partir de ese momento, el club santista adoptó el apodo y la ballena se convirtió en su mascota. El historial de este clásico, que se jugó por primera vez en 1930, es de 140 victorias para el São Paulo, 109 para el Santos y 76 empates.

## Uniforme

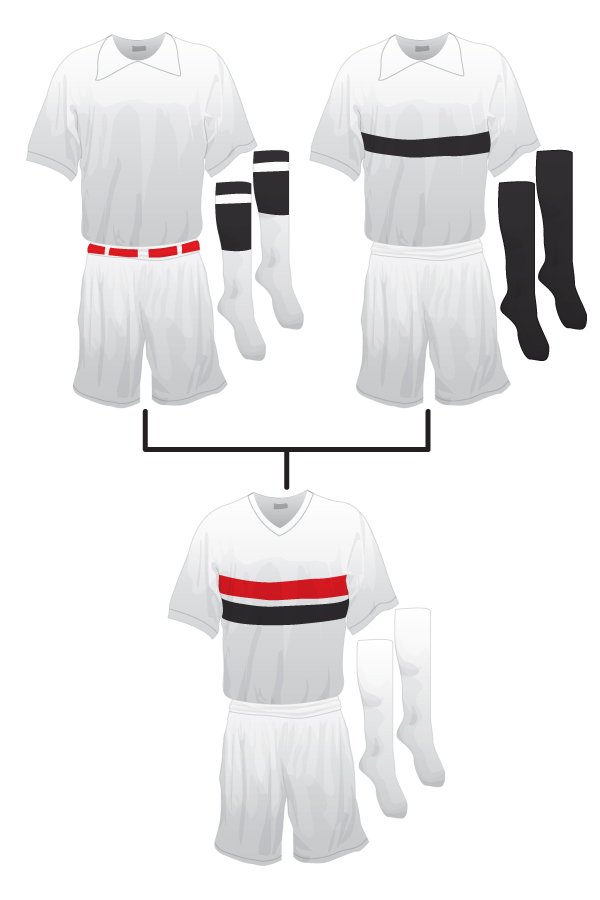
Origen del uniforme del São Paulo Futebol Clube. A la izquierda, el uniforme del C.A. Paulistano y a la derecha, el del A.A. das Palmeiras, que, juntos, se tradujo en el uniforme del São Paulo Futebol Clube.

- Uniforme titular: Camiseta blanca con una franja horizontal roja blanca y negra, pantalón blanco y medias blancas.
- Uniforme alternativo: Camiseta con franjas verticales rojas, negras y blancas, pantalón negro y medias negras.

El uniforme del São Paulo Futebol Clube desde su fundación en 1930, mantiene la misma estructura. Los fundadores de São Paulo Futebol Clube tomaron el rojo del CA Paulistano, el negro del AA das Palmeiras y el blanco de los dos, que simboliza la unión de los dos equipos.
De acuerdo con los estatutos del São Paulo Futebol Clube, los uniformes deben fabricarse de acuerdo con las normas preestablecidas. La aplicación de parches en las mangas solo está permitida mientras el club ostente el título de un determinado campeonato o por algún otro motivo especial.
Además de los cambios estéticos, la estructura y el tejido del uniforme también se han modificado. Hasta la década de 1970, los uniformes se fabricaban con algodón puro, los pantalones cortos eran a veces de tela vaquera y las medias se ataban a la espinilla para que no se cayeran. Solo a finales de los años setenta se empezó a utilizar una mezcla de fibras y, en 1986, se incorporó el poliéster al material de las camisetas junto con el algodón. Con ello, las prendas se hicieron más ligeras y no se empapaban como las antiguas. Fue a mediados de la década de 1990 cuando se empezó a utilizar tejido 100 % poliéster. En el año 2000, aparecieron las primeras camisetas que retenían menos sudor y tenían una alta capacidad de evaporación. En la actualidad, los materiales de los uniformes siguen evolucionando con nuevas composiciones de tejidos para proporcionar a los jugadores las mejores condiciones de juego.

### Evolución

#### Titular
| 2010 | 2011 | 2012 | 2013 | 2014 | 2015 | 2015 | 2016 | 2017 |  |

| 2018 | 2019 | 2020 | 2021 | 2022 | 2023 | 2024 |

#### Suplente
| 2010 | 2011 | 2012 | 2013 | 2014 | 2015 | 2015 | 2016 | 2017 |  |

| 2018 | 2019 | 2020 | 2021 | 2022 | 2023 | 2024 |

### Patrocinadores
Esta es la cronología de las marcas y patrocinadores de la indumentaria a lo largo de toda la historia del São Paulo Futebol Clube.
| Período     | Proveedor      |
| ----------- | -------------- |
| 1980 – 1984 | Le Coq Sportif |
| 1985 – 1990 | Adidas         |
| 1991 – 1995 | Penalty        |
| 1996 – 1999 | Adidas         |
| 1999 – 2002 | Penalty        |
| 2003 – 2005 | Topper         |
| 2006 – 2012 | Reebok         |
| 2013 – 2015 | Penalty        |
| 2015 – 2017 | Under Armour   |
| 2018 – 2023 | Adidas         |
| 2024 –      | New Balance    |

| Período     | Patrocinador      |
| ----------- | ----------------- |
| 1991 – 1993 | IBF Grupo         |
| 1993 – 1996 | TAM Líneas Aéreas |
| 1997        | Data Control      |
| 1997 – 1999 | Cirio             |
| 2000 – 2001 | Motorola          |
| 2001 – 2009 | LG                |
| 2010 – 2011 | Banco BMG         |
| 2012 – 2014 | Semp Toshiba      |
| 2016 – 2017 | Prevent Senior    |
| 2017 – 2020 | Banco Intermedium |
| 2020 – 2021 | LG                |
| 2021 – 2023 | Sportsbet         |
| 2024 –      | Superbet          |

## Jugadores
A lo largo de su historia, el São Paulo ha contado con jugadores destacados en el fútbol brasileño y mundial. Entre los jugadores que han pasado por el club, podemos destacar a Friedenreich y Zizinho (respectivamente, el primer y tercer gran crack brasileño), Leônidas da Silva (inventor de la chilena en el fútbol, conocido en Brasil como "Diamante Negro" y "Hombre de Goma"), Canhoteiro (uno de los mejores regateadores que ha conocido Brasil), Raí (el líder del equipo en la década de los noventa) y Rogério Ceni (el portero más goleador de la historia).
Es también el club del estado de São Paulo que más jugadores ha cedido a la selección brasileña en Copas del Mundo. Además, es uno de los dos únicos equipos, junto con el Palmeiras, que ha cedido jugadores en las cinco victorias brasileñas en la Copa del Mundo. También es el club con la mayor racha ininterrumpida de convocatorias para la Copa del Mundo después de la Segunda Guerra Mundial (desde 1950 en adelante), una racha que solo se rompió en el año 2010.
| Goleadores | Goleadores       | Goleadores | Presencias | Presencias      | Presencias    |
| ---------- | ---------------- | ---------- | ---------- | --------------- | ------------- |
| 1.         | Serginho Chulapa | 242 goles  | 1.         | Rogério Ceni    | 1237 partidos |
| 2.         | Gino Orlando     | 233 goles  | 2.         | Waldir Peres    | 617 partidos  |
| 3.         | Luís Fabiano     | 212 goles  | 3.         | Nílton de Sordi | 544 partidos  |
| 4.         | Teixeirinha      | 189 goles  | 4.         | Teixeirinha     | 525 partidos  |
| 5.         | França           | 182 goles  | 5.         | José Poy        | 525 partidos  |

Nota: En negrita los jugadores activos en el club.

### Plantilla 2025

#### Altas y bajas 2025 (otoño)
| Altas   | Altas    | Altas       | Altas | Altas |
| Jugador | Posición | Procedencia | Tipo  | Costo |
| ------- | -------- | ----------- | ----- | ----- |

| Bajas   | Bajas     | Bajas   | Bajas     | Bajas        |
| Jugador | Posición  | Destino | Tipo      | Costo        |
| ------- | --------- | ------- | --------- | ------------ |
| Erick   | Delantero | Vitória | Préstamo. | No revelado. |

## Entrenadores
El entrenador actual es Hernán Crespo, quien regresó al club tras cuatro años en reemplazo de Luis Zubeldía.
El primer entrenador en la historia del São Paulo fue Rubens Salles, un exmediocampista defensivo del desaparecido Club Athletico Paulistano, donde jugó como profesional entre 1906 y 1920. Salles dirigió al equipo durante cuatro años, en la época en que el club era conocido como São Paulo da Floresta. Con el club, ganó el Campeonato Paulista (la liga del estado de São Paulo) en 1931 y fue subcampeón en 1930, 1932 y 1933. También participó en la campaña que llevó al Tricolor al segundo lugar en 1934. Su carrera terminó prematuramente debido a su fallecimiento el 21 de julio de ese mismo año.
La década de los 90 fue el periodo más exitoso en la historia del Tricolor. Bajo el mando de Telê Santana, apodado "Mestre Telê" (Maestro Telê) por los aficionados, el club ganó siete títulos internacionales en tan solo tres años (entre 1992 y 1994). Entre estos títulos se encuentran: la Copa Libertadores y la Copa Intercontinental en 1992 y 1993; la Recopa Sudamericana en 1993 y 1994, y la Supercopa Sudamericana en 1993. Durante los 6 años que dirigió al equipo, Telê rompió con un estigma brasileño surgido en los 80 debido a sus participaciones en la Copa Mundial de la FIFA de 1982 y 1986, años en los que fue eliminado con la selección brasileña en la fase final del torneo.
Otro ciclo destacado fue el de Muricy Ramalho, que se desempeñó como entrenador de las categorías inferiores del equipo en los años 90. En 1994, mientras Telê Santana dirigía al primer equipo, Muricy asumió la dirección de un equipo formado por jóvenes promesas y jugadores suplentes, conocido como "Expressinho" (Pequeño Tren Expreso). Con este equipo, logró un hito histórico al ganar la Copa Conmebol 1994. La etapa más gloriosa de Muricy al mando del São Paulo fue entre 2006 y 2008. Durante este periodo, el club logró un histórico tricampeonato del Campeonato Brasileño de Serie A (2006, 2007 y 2008), un hito sin precedentes en el fútbol brasileño.
- Vicente Feola (?-mayo de 1938)[63]
- Tito Rodríguez[64] (mayo de 1938-julio de 1938)[63][65]
- Vadão (diciembre de 2000-mayo de 2001)[66][67]
- Nelsinho Baptista (junio de 2001-mayo de 2002)[68][69]
- Oswaldo de Oliveira (mayo de 2002-mayo de 2003)[69][70]
- Roberto Rojas (interino- mayo de 2003-junio de 2003/junio de 2003-diciembre de 2003)[70][71][72][73]
- Cuca (diciembre de 2003-septiembre de 2004)[74][75]
- Emerson Leão (septiembre de 2004-abril de 2005)[76][77]
- Paulo Autuori (abril de 2005-diciembre de 2005)[78][79]
- Muricy Ramalho (enero de 2006-junio de 2009)[80][81]
- Milton Cruz (interino- junio de 2009)[81]
- Ricardo Gomes (junio de 2009-agosto de 2010)[82][83]
- Milton Cruz (interino- agosto de 2010)[83]
- Sergio Baresi (interino- agosto de 2010-octubre de 2010)[84][85]
- Paulo César Carpegiani (octubre de 2010-julio de 2011)[85][86][87]
- Milton Cruz (interino- julio de 2011)[87]
- Adílson Batista (julio de 2011-octubre de 2011)[88][89]
- Milton Cruz (interino- octubre de 2011)[89]
- Emerson Leão (octubre de 2011-junio de 2012)[90][91]
- Milton Cruz (interino- junio de 2012-julio de 2012)[91]
- Ney Franco (julio de 2012-julio de 2013)[92][93]
- Milton Cruz (interino- julio de 2013)[93]
- Paulo Autuori (julio de 2013-septiembre de 2013)[94][95]
- Muricy Ramalho (septiembre de 2013-abril de 2015)[95][96][97]
- Juan Carlos Osorio (mayo de 2015-octubre de 2015)[98][99]
- Doriva (octubre de 2015-noviembre de 2015)[100][101][102]
- Milton Cruz (interino- noviembre de 2015-diciembre de 2015)[102][103]
- Edgardo Bauza (diciembre de 2015-agosto de 2016)[103][104]
- Ricardo Gomes (agosto de 2016-noviembre de 2016)[105][106]
- Rogério Ceni (noviembre de 2016-junio de 2017)[107][108]
- Dorival Júnior (julio de 2017-marzo de 2018)[109][110]
- André Jardine (interino- marzo de 2018)[110]
- Diego Aguirre (marzo de 2018-noviembre de 2018)[111][112]
- André Jardine (interino- noviembre de 2018/noviembre de 2018-febrero de 2019)[112][113]
- Vágner Mancini (interino- febrero de 2019-abril de 2019)[114]
- Cuca (abril de 2019-septiembre de 2019)[115]
- Vágner Mancini (interino- septiembre de 2019)[116]
- Fernando Diniz (septiembre de 2019-febrero de 2021)[117][118]
- Marcos Vizolli (interino- febrero de 2021)[119]
- Hernán Crespo (febrero de 2021-octubre de 2021)[120][121]
- Rogério Ceni (octubre de 2021-abril de 2023)[122][123]
- Dorival Júnior (abril de 2023-enero de 2024)[124][125]
- Thiago Carpini (enero de 2024-abril de 2024)[126]
- Milton Cruz (abril de 2024)[127]
- Luis Zubeldía (abril de 2024-presente)[55]

## Presidentes
- 1935 – 1936: Manoel do Carmo Mecca
- 1936 – 1937: Frederico Menzen
- 1938 – 1938: Cid Matos Viana
- 1938 – 1940: Piragibe Nogueira
- 1940 – 1940: Paulo Machado de Carvalho
- 1941 – 1945: Décio Pedroso
- 1946 – 1946: Roberto Gomes Pedrosa
- 1947 – 1947: Paulo Machado de Carvalho
- 1948 – 1957: Cícero Pompeu de Toledo
- 1958 – 1971: Laudo Natel
- 1972 – 1977: Henri Couri Aidar
- 1978 – 1983: Antonio Leme Nunes Galvão
- 1984 – 1987: Carlos Miguel Aidar
- 1988 – 1990: Juvenal Juvêncio[128]
- 1990 – 1994: José Eduardo Mesquita Pimenta
- 1994 – 1998: Fernando Casal de Rey
- 1998 – 2000: José Augusto Bastos Neto
- 2000 – 2002: Paulo Amaral
- 2002 – 2006: Marcelo Portugal Gouveia
- 2006 – 2014: Juvenal Juvêncio[128][129]
- 2014 – 2015: Carlos Miguel Aidar[130][131]
- 2015 – 2020: Leco[132][131]
- 2021 – Presente: Julio Casares

## Jugadores destacados
Grandes ídolos que actuaron para el Tricolor Paulista desde su fundación en 1930.
| Porteros | Porteros       | Porteros |
| -------- | -------------- | -------- |
|          | Gilmar Rinaldi |          |
|          | King           |          |
|          | Poy            |          |
|          | Rogério Ceni   |          |
|          | Sérgio         |          |
|          | Waldir Peres   |          |
|          | Zetti          |          |

| Laterales | Laterales       | Laterales |
| --------- | --------------- | --------- |
|           | Alfredo Ramos   |           |
|           | Cafu            |           |
|           | Cicinho         |           |
|           | Nílton de Sordi |           |
|           | Pablo Forlán    |           |
|           | Getúlio         |           |
|           | Júnior          |           |
|           | Leonardo        |           |
|           | Marinho Chagas  |           |
|           | Nelsinho        |           |
|           | Noronha         |           |
|           | Piolim          |           |
|           | Serginho        |           |
|           | Zé Teodoro      |           |

| Defensas | Defensas                | Defensas |
| -------- | ----------------------- | -------- |
|          | Hilderaldo Luiz Bellini |          |
|          | Darío Pereyra           |          |
|          | Diego Lugano            |          |
|          | Fabão                   |          |
|          | Jurandir                |          |
|          | Mauro Ramos             |          |
|          | Miranda                 |          |
|          | Oscar                   |          |
|          | Renganeschi             |          |
|          | Ricardo Rocha           |          |
|          | Roberto Dias            |          |
|          | Ronaldão                |          |
|          | Rui                     |          |
|          | Válber                  |          |
|          | Robert Arboleda         |          |

| Centrocampistas | Centrocampistas               | Centrocampistas |
| --------------- | ----------------------------- | --------------- |
|                 | José Carlos Bauer             |                 |
|                 | Belletti                      |                 |
|                 | Chicão                        |                 |
|                 | Dino Sani                     |                 |
|                 | Édson Cegonha                 |                 |
|                 | Hernanes                      |                 |
|                 | Josué                         |                 |
|                 | Mineiro                       |                 |
|                 | Pé de Valsa                   |                 |
|                 | Luís Carlos de Oliveira Preto |                 |
|                 | Toninho Cerezo                |                 |
|                 | Albella                       |                 |
|                 | Araken                        |                 |
|                 | Benê                          |                 |
|                 | Denílson                      |                 |
|                 | Gérson                        |                 |
|                 | Kaká                          |                 |
|                 | Lucas Moura                   |                 |
|                 | Mário Sérgio                  |                 |
|                 | Muricy Ramalho                |                 |
|                 | Palhinha                      |                 |
|                 | Pedro Rocha                   |                 |
|                 | Pita                          |                 |
|                 | Raí                           |                 |
|                 | Remo                          |                 |
|                 | Renato                        |                 |
|                 | Sastre                        |                 |
|                 | Paulo Silas                   |                 |
|                 | Souza                         |                 |
|                 | Zezé Procópio                 |                 |
|                 | Zizinho                       |                 |

| Atacantes | Atacantes           | Atacantes |
| --------- | ------------------- | --------- |
|           | Aloísio Chulapa     |           |
|           | Márcio Amoroso      |           |
|           | Armandinho          |           |
|           | Arthur Friedenreich |           |
|           | Borges              |           |
|           | Canhoteiro          |           |
|           | Careca              |           |
|           | Dagoberto           |           |
|           | Edivaldo            |           |
|           | Friaça              |           |
|           | França              |           |
|           | Gino                |           |
|           | Grafite             |           |
|           | Juan José Negri     |           |
|           | Leônidas da Silva   |           |
|           | Luis Fabiano        |           |
|           | Luizinho            |           |
|           | Maurinho            |           |
|           | Müller              |           |
|           | Mário Tilico        |           |
|           | Mirandinha          |           |
|           | Paraná              |           |
|           | Prado               |           |
|           | Serginho Chulapa    |           |
|           | Teixeirinha         |           |
|           | Terto               |           |
|           | Toninho Guerreiro   |           |
|           | Waldemar de Brito   |           |
|           | Zé Sérgio           |           |

## Participaciones internacionales
El São Paulo Futebol Clube ha sido uno de los clubes brasileños más destacados a nivel internacional y ha sido de los pocos en ganar todas las competiciones internacionales oficiales de FIFA y CONMEBOL.
| Competencia                                  | Edición |
| -------------------------------------------- | --- |
| Copa Libertadores (25)                       | 1972, 1974, 1978, 1982, 1987, 1992, 1993, 1994, 2004, 2005, 2006, 2007, 2008, 2009, 2010, 2013, 2015, 2016, 2019, 2020, 2021, 2022, 2023, 2024, 2025 |
| Copa Sudamericana (12)                       | 2003, 2004, 2005, 2007, 2008, 2011, 2012, 2013, 2014, 2017, 2018, 2020                                                                               |
| Supercopa Sudamericana (6)                   | 1992, 1993, 1994, 1995, 1996, 1997 |
| Copa Mercosur (4)                            | 1998, 1999, 2000, 2001 |
| Recopa Sudamericana (4)                      | 1993, 1994, 2006, 2013 |
| Copa de Oro Nicolás Leoz (3)                 | 1993, 1995, 1996 |
| Copa Intercontinental (2)                    | 1992, 1993 |
| Copa Conmebol (1)                            | 1994 |
| Copa Máster de Conmebol (1)                  | 1996 |
| Copa Mundial de Clubes (1)                   | 2005 |
| Copa Suruga Bank (1)                         | 2013 |
| Torneio Octogonal Rivadávia Corrêa Meyer (1) | 1953 |

- En negrita se muestran las ediciones en las que el club fue campeón.

### Por competición
- En negrita competiciones en activo.

| Torneo                       | TJ | PJ  | PG  | PE | PP  | GF  | GC  | Dif. | Puntos |
| ---------------------------- | -- | --- | --- | -- | --- | --- | --- | ---- | ------ |
| Copa Libertadores de América | 22 | 209 | 101 | 52 | 56  | 320 | 196 | +124 | 320    |
| Copa Intercontinental        | 2  | 2   | 2   | 0  | 0   | 5   | 3   | +2   | 6      |
| Copa Mundial de Clubes       | 1  | 2   | 2   | 0  | 0   | 4   | 2   | +2   | 6      |
| Copa Sudamericana            | 14 | 58  | 40  | 22 | 19  | 123 | 72  | +51  | 142    |
| Copa Conmebol                | 1  | 8   | 3   | 3  | 2   | 15  | 11  | +4   | 12     |
| Recopa Sudamericana          | 4  | 7   | 1   | 3  | 3   | 7   | 9   | -2   | 6      |
| Supercopa Sudamericana       | 6  | 36  | 17  | 9  | 10  | 57  | 41  | +16  | 60     |
| Copa Mercosur                | 4  | 24  | 8   | 7  | 9   | 39  | 39  | 0    | 31     |
| Copa de Oro Nicolás Leoz     | 3  | 6   | 2   | 1  | 3   | 5   | 7   | -2   | 7      |
| Copa Máster de Conmebol      | 1  | 2   | 2   | 0  | 0   | 10  | 3   | +7   | 6      |
| Copa Suruga Bank             | 1  | 1   | 0   | 0  | 1   | 2   | 3   | -1   | 0      |
| Total                        | 58 | 378 | 178 | 97 | 103 | 587 | 386 | +201 | 596    |

## Palmarés

### Títulos oficiales
Nota: en negrita competiciones vigentes en la actualidad.
Torneos nacionales
| Competición nacional                 | Títulos                             | Subcampeonatos                      |
| ------------------------------------ | ----------------------------------- | ----------------------------------- |
| Campeonato Brasileño de Fútbol (6/6) | 1977, 1986, 1991, 2006, 2007, 2008. | 1971, 1973, 1981, 1989, 1990, 2014. |
| Copa de Brasil (1/1)                 | 2023.                               | 2000.                               |
| Supercopa de Brasil (1/0)            | 2024.                               |                                     |
| Copa de Campeones (CBD) (0/1)        |                                     | 1978                                |

Torneos internacionales
| Competición internacional               | Títulos           | Subcampeonatos    |
| --------------------------------------- | ----------------- | ----------------- |
| Copa Mundial de Clubes de la FIFA (1/0) | 2005.             |                   |
| Copa Intercontinental (2/0)             | 1992, 1993.       |                   |
| Copa Libertadores de América (3/3)      | 1992, 1993, 2005. | 1974, 1994, 2006. |
| Copa Sudamericana (1/1)                 | 2012.             | 2022.             |
| Recopa Sudamericana (2/2)               | 1993, 1994.       | 2006, 2013.       |
| Copa Conmebol (1/0)                     | 1994.             |                   |
| Copa Master de Conmebol (1/0)           | 1996. (Récord)    |                   |
| Supercopa Sudamericana (1/1)            | 1993.             | 1997.             |
| Copa de Oro Nicolás Leoz (0/2)          |                   | 1995, 1996.       |
| Copa J.League-Sudamericana (0/1)        |                   | 2013.             |
| Copa Río* (0/1)                         |                   | 1953.             |
|                                         |                   |                   |
| Pequeña Copa del Mundo* (2/0)           | 1955, 1963.       |                   |

Récord brasileño en copas internacionales FIFA.

* Algunos clubes la contabilizan en su propio palmarés personal; no obstante, sin ser oficial por ningún estamento continental ni mundial.
Torneos estaduales
| Competición estadual           | Títulos | Subcampeonatos |
| ------------------------------ | --- | --- |
| Campeonato Paulista (22/25)    | 1931, 1943, 1945, 1946, 1948, 1949, 1953, 1957, 1970, 1971, 1975, 1980, 1981, 1985, 1987, 1989, 1991, 1992, 1998, 2000, 2005, 2021. | 1930, 1932, 1933, 1934, 1938, 1941, 1944, 1950, 1952, 1956, 1958, 1962, 1963, 1967, 1972, 1978, 1982, 1983, 1994, 1996, 1997, 2003, 2006, 2019, 2022. |
| Supercampeonato Paulista (1/0) | 2002. | |

Torneos estaduales no regulares
| Competición estadual                                                           | Títulos                 |
| ------------------------------------------------------------------------------ | ----------------------- |
| Trofeo José Ermírio de Moraes Filho - 1.ª fase del Campeonato Paulista (1)     | 1991.                   |
| Torneo Eduardo José Farah (1)                                                  | 1988.                   |
| Copa Gobernador del Estado de São Paulo - 2.ª fase del Campeonato Paulista (4) | 1980, 1981, 1982, 1985. |
| Taça Cidade de São Paulo - 1.er Turno do Campeonato Paulista (1)               | 1975.                   |
| Taça Piratininga (Confronto Direto dos Clubes da Capital) (4)                  | 1967, 1969, 1970, 1971. |
| Torneio Roberto Gomes Pedrosa (1)                                              | 1956.                   |
| Taça Charles Miller (1)                                                        | 1956.                   |
| Taça Cidade de São Paulo (1)                                                   | 1944.                   |
| Campeonato Paulista - Torneio Extra de 1934 - Torneio dos Cinco Clubes (1)     | 1934.                   |
| Torneio Início do Campeonato Paulista (3)                                      | 1932, 1940, 1945.       |

Torneos interestaduales
| Competición interestadual  | Títulos | Subcampeonatos          |
| -------------------------- | ------- | ----------------------- |
| Torneo Río-São Paulo (1/4) | 2001.   | 1933, 1962, 1998, 2002. |

### Cronología de los principales títulos
| Torneo                 | Año  | N.º  |
| ---------------------- | ---- | ---- |
| Campeonato Paulista    | 1931 | 1.º  |
| Campeonato Paulista    | 1943 | 2.º  |
| Campeonato Paulista    | 1945 | 3.º  |
| Campeonato Paulista    | 1946 | 4.º  |
| Campeonato Paulista    | 1948 | 5.º  |
| Campeonato Paulista    | 1949 | 6.º  |
| Campeonato Paulista    | 1953 | 7.º  |
| Campeonato Paulista    | 1957 | 8.º  |
| Campeonato Paulista    | 1970 | 9.º  |
| Campeonato Paulista    | 1971 | 10.º |
| Campeonato Paulista    | 1975 | 11.º |
| Campeonato Brasileño   | 1977 | 12.º |
| Campeonato Paulista    | 1980 | 13.º |
| Campeonato Paulista    | 1981 | 14.º |
| Campeonato Paulista    | 1985 | 15.º |
| Campeonato Brasileño   | 1986 | 16.º |
| Campeonato Paulista    | 1987 | 17.º |
| Campeonato Paulista    | 1989 | 18.º |
| Campeonato Brasileño   | 1991 | 19.º |
| Campeonato Paulista    | 1991 | 20.º |
| Copa Libertadores      | 1992 | 21.º |
| Copa Mundial de Clubes | 1992 | 22.º |
| Campeonato Paulista    | 1992 | 23.º |
| Copa Libertadores      | 1993 | 24.º |
| Recopa Sudamericana    | 1993 | 25.º |
| Supercopa Sudamericana | 1993 | 26.º |

| Torneo                   | Año  | N.º  |
| ------------------------ | ---- | ---- |
| Copa Mundial de Clubes   | 1993 | 27.º |
| Recopa Sudamericana      | 1994 | 28.º |
| Copa CONMEBOL            | 1994 | 29.º |
| Copa Master de Conmebol  | 1996 | 30.º |
| Campeonato Paulista      | 1998 | 31.º |
| Campeonato Paulista      | 2000 | 32.º |
| Torneo Río-São Paulo     | 2001 | 33.º |
| Supercampeonato Paulista | 2002 | 34.º |
| Campeonato Paulista      | 2005 | 35.º |
| Copa Libertadores        | 2005 | 36.º |
| Copa Mundial de Clubes   | 2005 | 37.º |
| Campeonato Brasileño     | 2006 | 38.º |
| Campeonato Brasileño     | 2007 | 39.º |
| Campeonato Brasileño     | 2008 | 40.º |
| Copa Sudamericana        | 2012 | 41.º |
| Campeonato Paulista      | 2021 | 42.º |
| Copa de Brasil           | 2023 | 43.º |
| Supercopa Rei            | 2024 | 44.° |

Fuente: Web oficial del club  (enlace roto disponible en Internet Archive; véase el historial, la primera versión y la última)..

### Torneos amistosos internacionales
- Copa Eusébio, Portugal: 2013.[136]

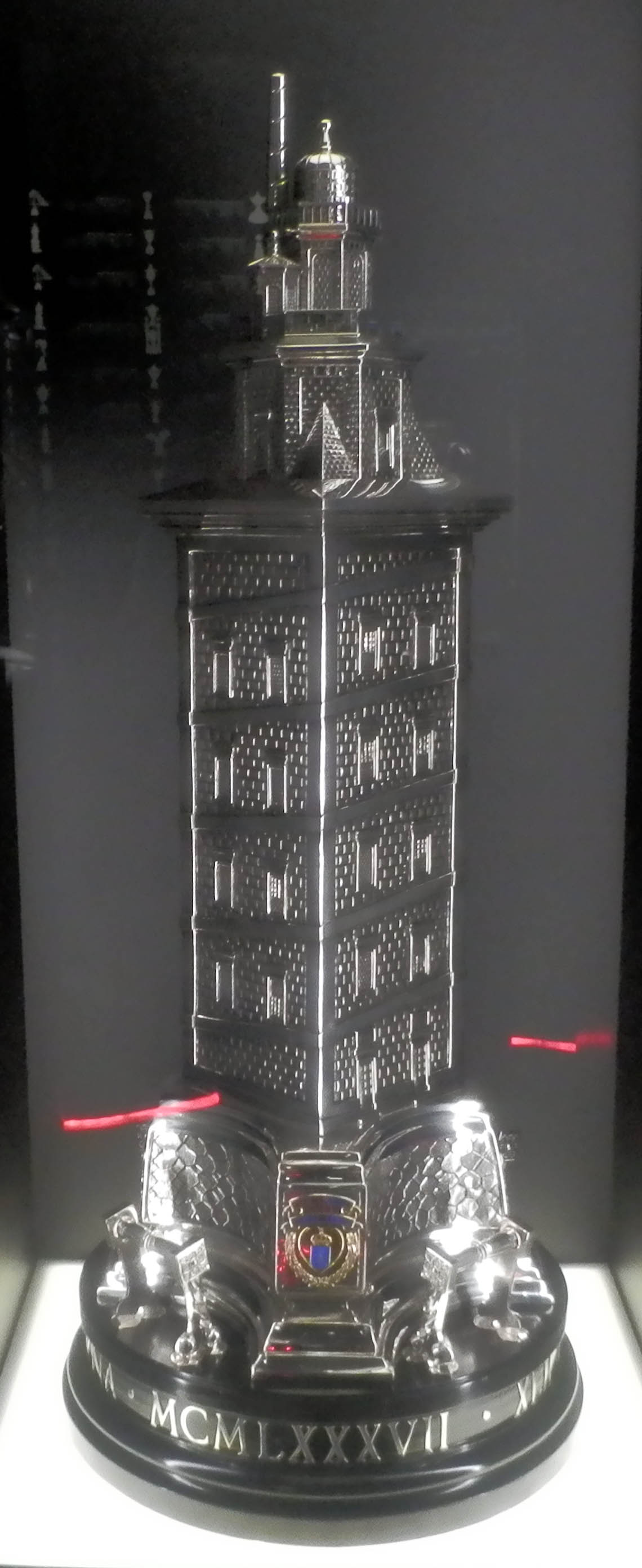
El São Paulo ganó el Trofeo Teresa Herrera en 1992.

- Copa Constantino Cury, Brasil: 2000.
- Troféu Cidade de Pachuca - Cuña del Fútbol Mexicano, México: 1999.
- Copa Los Angeles, Estados Unidos: 1999.
- Copa Euro-América, Brasil: 1999.
- Copa Clubes Irmãos, Brasil: 1997.
- Copa Cerveja Cristal, Chile: 1996.
- Troféu Achilie e Cesare Bortolotti, Itália: 1995.
- Taça Club Atlético San Lorenzo de Almagro, Argentina: 1994.
- Taça Cidade de Los Angeles, Estados Unidos: 1993.
- Copa Cidade de Santiago, Chile: 1993.
- Torneio Jalisco, México: 1993.
- Torneio Santiago de Compostela, España: 1993.
- Trofeo Compostela 93, España: 1993.
- Copa Amizade, Brasil: 1993.
- Trofeo Ramón de Carranza, España: 1992.
- Trofeo Teresa Herrera, España: 1992.
- Trofeo Ciudad de Barcelona, España: 1991, 1992.
- Torneio Quadrangular de León, Trofeo de la Amistad, México: 1990.
- Torneio da Amizade, Chile: 1990.
- Super Soccer Cup, Índia: 1989, 2007.
- Torneio Quadrangular de Guadalajara, Copa Ciudad de Guadalajara, México: 1989.
- Taça KKT Gahara Cup, Japão: 1989.
- Troféu Stora 100 anos, Suecia: 1988.
- Taça da Jamaica, Jamaica: 1987.
- Taça de Trinidad e Tobago, Trinidad e Tobago: 1987.
- Torneio Internacional de Verão - Série Internacional Sunshine; Tampa Bay, Estados Unidos: 1982.
- Troféu Nabi Abi Chedid, São Paulo: 1981.
- Troféu José Alves Marques, São Paulo: 1971.
- Troféu Seleções do Readers Digest, São Paulo: 1970.
- Trofeo Colombino, España: 1969.
- Triangular de El Salvador, El Salvador: 1964.
- Torneio Quadrangular de Firenze, Itália: 1964.
- Taça Club Nacional, Paraguay: 1963.
- Torneio Pentagonal de Guadalajara, México: 1960.
- Torneio Quadrangular de Cali, Colômbia: 1960.
- Taça Deputado Mendonça Falcão, Brasil: 1960.
- Taça Sporting Club de Portugal, Brasil: 1960.
- Copa São Paulo - Torneio Internacional do Morumbi, Brasil: 1957.
- Torneo de la Ciudad de Caracas, Venezuela: 1963.
- Troféu Jarrito, México: 1955.
- Copa Rosso-Bleu, Italia: 1951.
- Taça Kobenhavn Boldklub, Dinamarca: 1951.
- Taça Füssball Club Saarbrücken, Sarre: 1951.
- Taça Coletividade Brasileira, Paraguay: 1945.
- Taça Ministro das Relações Exteriores do Brasil, Brasil: 1941.
- Florida Cup, Estados Unidos: 2017.

## La historia de São Paulo contra equipos europeos
São Paulo ha jugado 95 partidos contra clubes del Viejo Continente y no le ha ido mal. Una victoria histórica para São Paulo sobre el Real Madrid por 4 a 0 en 1992 y la victoria en Copa Intercontinental por 2 a 1 sobre Barcelona son las mayores hazañas del equipo Murumbi.
O São Paulo
- 95 juegos
- 53 victorias
- 20 empates
- 22 derrotas
- 62.8% de utilización
- Goles marcados: 169
- Objetivos propios: 109
- Promedio de goles pro: 1.78
- Promedio de goles en contra: 1.15

Primer juego: 1948
Real Madrid C. F.
- Salidas: 7
- São Paulo gana: 5
- Real Madrid gana: 0
- Empates: 2
- Juegos:
- 23/08/1963: São Paulo 2 × 1 Real Madrid, Caracas, Venezuela, Pequeño Mundial
- 28/08/1963: São Paulo 0 × 0 Real Madrid, Caracas, Venezuela, Pequeño Mundial
- 24/08/1969: Real Madrid 1 × 2 São Paulo, Huelva, España
- 27/08/1969: Real Madrid 1 × 2 São Paulo, Madrid, España
- 10/08/1986: Real Madrid 1 × 1 São Paulo, La Coruña, España
- 29/08/1992: Real Madrid 0 × 4 São Paulo, Cádiz, España, Carranza
- 15/06/1996: São Paulo 3 × 0 Real Madrid, São Paulo, Brasil

F. C. Barcelona
- Salidas: 4
- São Paulo gana: 2
- Barcelona gana: 2
- Empates: 0
- Juegos:
- 30/08 / 1969- São Paulo 0 x 2 Barcelona, Tofreo Mohamed
- 15/08/92 - São Paulo 4 x 1 Barcelona, Teresa Herrera, en La Coruña, España
- 13/12 / 1992- São Paulo 2 x 1 Barcelona, Copa Intercontinental, Tokio, Japón
- 14/08/1993- São Paulo 0 x 1 Barcelona, Teresa Herrera, en La Coruña, España

## Nota
1. ↑  Denominado "Torneo Octogonal Rivadávia Corrêa Meyer".
2. ↑  A partir de la creación de la Copa Intercontinental, la Pequeña Copa del Mundo, considerada el precedente inmediato de las competiciones intercontinentales de clubes, perdería el sentido de la competición, convirtiéndose desde 1963, en un torneo amistoso denominado "Trofeo Ciudad de Caracas". Debido a ese carácter de precedente y precursora de competiciones intercontinentales entre clubes, que tuvo hasta 1957, algunos clubes la contabilizan en su propio palmarés personal; no obstante, sin ser oficial por ningún estamento continental ni mundial. A pesar de no haber sido un torneo oficial, hay que tener en cuenta que era un trofeo importante en la época, al no existir competiciones intercontinentales oficiales que designasen al campeón del mundo de clubes; clasificados, en la parte europea, a través de las competiciones europeas existentes entonces, entre otros equipos.[134]